# Coyote
Canis latrans
Vous lisez un « bon article » labellisé en 2018.
Pour les articles homonymes, voir Coyote (homonymie).
Espèce
Répartition géographique
Synonymes
Statut de conservation UICN

 LC  : Préoccupation mineure
Le coyote (Canis latrans), du nahuatl : coyōtl (prononcé : /kojoːt͡ɬ/ ) est une espèce de canidés du genre Canis originaire d'Amérique du Nord. Il est plus petit que son parent proche, le loup gris (C. lupus), et légèrement plus petit que le loup de l'Est (C. lycaon) et le loup rouge (C. rufus), qui lui sont étroitement apparentés. Il occupe pratiquement la même niche écologique que le chacal doré (C. aureus) en Eurasie, ce qui lui vaut d'être parfois appelé chacal américain par les zoologistes, mais il est plus gros et davantage prédateur.
Le coyote est inscrit comme espèce de préoccupation mineure par l'Union internationale pour la conservation de la nature (UICN) en raison de sa répartition étendue et de son abondance dans toute l'Amérique du Nord et plus au sud, au Mexique et en Amérique centrale. L'espèce est polyvalente, capable de s'adapter et de se développer dans des environnements modifiés par les humains. Son aire de répartition est en expansion, avec l'arrivée des coyotes dans les zones urbaines de l'Est des États-Unis et du Canada, et l'espèce a été observée pour la première fois en 2013 dans l'Est du Panama, de l'autre côté du canal.
D'après l'édition 2005 de l'encyclopédie Mammal Species of the World, 19 sous-espèces de coyotes sont reconnues. Le mâle pèse de 8 à 20 kg et la femelle de 7 à 18 kg. La couleur de leur fourrure est principalement gris clair et rousse ou fauve, entrecoupée de noir et blanc, bien qu'elle varie quelque peu selon la géographie. Le coyote a une organisation sociale très flexible, vivant soit dans une unité familiale, soit dans des groupes d'individus non apparentés. Il a un régime alimentaire varié principalement composé de viande animale, notamment de cervidés, de lapins, de lièvres, de rongeurs, d'oiseaux, de reptiles, d'amphibiens, de poissons et d'invertébrés, bien qu'il puisse aussi manger des fruits et des légumes à l'occasion. Sa vocalisation caractéristique est un hurlement poussé par les individus solitaires. Les humains sont la plus grande menace du coyote, suivi des cougars et des loups gris. Malgré cela, les coyotes s'accouplent parfois avec des loups gris, de l'Est ou rouges, produisant des hybrides appelés « coyloups ». Dans le Nord-Est des États-Unis et l'Est du Canada, le coyote de l'Est (une sous-espèce plus grande, quoique toujours plus petite que le loup) est le résultat de plusieurs croisements historiques et récents avec différents types de loups. Des études génétiques montrent que la plupart des loups nord-américains contiennent un certain pourcentage d'ADN de coyote.
Le coyote est un personnage proéminent du folklore amérindien, principalement dans le Sud-Ouest des États-Unis et au Mexique, habituellement représenté comme un fripon qui prend alternativement la forme d'un vrai coyote ou d'un homme. Comme d'autres figures farceuses, le coyote utilise la tromperie et l'humour pour se rebeller contre les conventions sociales. L'animal était particulièrement respecté dans la cosmologie mésoaméricaine comme symbole de la puissance militaire. Après la colonisation européenne des Amériques, il a été blâmé dans la culture anglo-américaine comme un animal lâche et indigne de confiance. Contrairement aux loups (gris, de l'Est ou rouges) qui ont vu leur image publique s'améliorer, les jugements ou connotations occidentales vis-à-vis du coyote restent largement négatives. Il est ainsi un personnage moqué dans le dessin animé Bip Bip et Coyote.

## Dénomination et étymologie
La plus ancienne référence écrite pour l'espèce vient du Plantas y Animales de la Nueva España (1651) du naturaliste Francisco Hernández, où il est décrit comme un « renard espagnol » ou un « chacal ». La première attestation publiée du mot coyote (qui est un emprunt espagnol de son nom nahuatl coyōtl) est trouvée dans l'Historia de México (1780) de l'historien Francisco Javier Clavijero. Il a été utilisé pour la première fois en anglais dans le Six months' residence and travels in Mexico (1824) de William Bullock, où il est diversement transcrit en cayjotte et cocyotie. L'orthographe du mot a été normalisée en « coyote » dans les années 1880,. Parmi les noms anglais alternatifs pour le coyote, on trouve « prairie wolf » (« loup des prairies »), « brush wolf » (« loup de brousse »), « little wolf » (« petit loup ») et « American jackal » (« chacal américain »). Le mot anglais de « cased wolf » provient du fait que la peau du coyote était historiquement écorchée, comme celle du rat musqué, sans ouvrir le ventre pour aplatir la peau, mais retirée comme une chaussette et formant donc un tube (c'est le « case skinning »), alors que la peau du loup était aplatie comme celle du castor du Canada (c'est l'« open skinning »). Son nom binomial Canis latrans se traduit « chien aboyeur » en référence aux nombreuses vocalisations qu'il produit.
| Groupe ou zone linguistique       | Nom autochtone                                |
| --------------------------------- | --------------------------------------------- |
| Anglais                           | Coyote                                        |
| Arikara                           | Stshirits pukatsh                             |
| Chinook                           | Italipas                                      |
| Chipewyan                         | Nu-ní-yĕ=̑ts!ế-lĕ                              |
| Cocopa                            | ṬxpaXṭpa                                      |
| Cri du Nord (en), cri des plaines | ᒣᐢᒐᒑᑲᓂᐢ (Mîscacâkanis) ᒣᐢᒐᒑᑲᓂᐢ (Mescacâkanis) |
| Creek                             | Yv•hu•ce (archaïque)Yv•hv•la•nu•ce (moderne)  |
| Dakota                            | MicaMicaksica                                 |
| Espagnol                          | CoyotePerro de monte                          |
| Français canadien                 | Coyote                                        |
| Hidatsa                           | Motsa                                         |
| Hopi                              | IisawuIsaw                                    |
| Karuk                             | Pihnêefich                                    |
| Klamath                           | Ko-ha-a                                       |
| Lakota                            | Mee-yah-slay'-cha-lah                         |
| Mandan                            | Scheke                                        |
| Maya                              | Pek'i'cash                                    |
| Nez-percé                         | ʔiceyé•ye                                     |
| Nahuatl                           | Coyōtl                                        |
| Navajo                            | Ma'ii                                         |
| Ojibwé                            | Mes-ta-cha'-gan-es                            |
| Omaha                             | Mikasi                                        |
| Osage                             | Šómįhkasi                                     |
| Pawnee                            | Ckirihki                                      |
| Païute                            | Eja-ah                                        |
| Tête-Plate                        | Sinchlep                                      |
| Timbisha                          | Isa(ppü)IsapaippüItsappü                      |
| Wintu                             | ĆarawaSedet                                   |
| Yakima                            | Telipa                                        |
| Yankton                           | Song-toke-cha                                 |
| Yurok                             | Segep                                         |

## Morphologie et anatomie

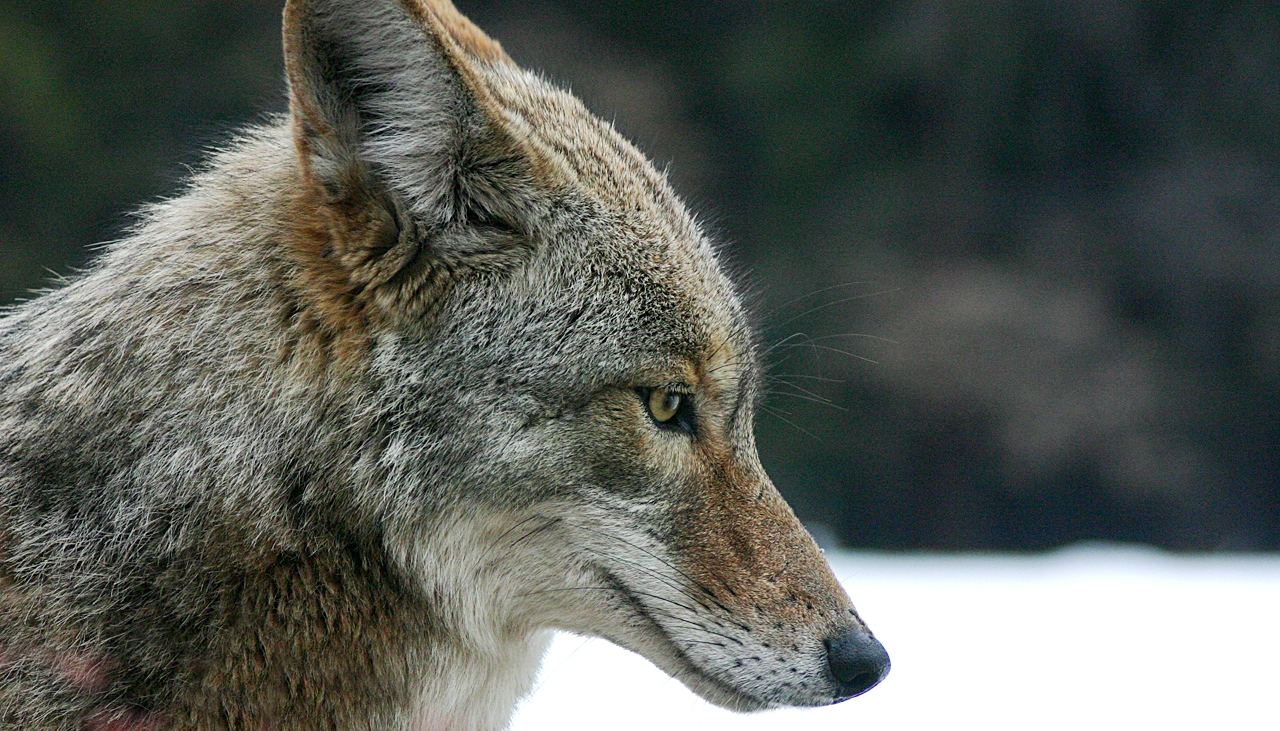
Gros plan de la tête d'un coyote des montagnes (C. l. lestes).

Les mâles pèsent de 8 à 20 kg, tandis que les femelles pèsent de 7 à 18 kg, bien que leur taille varie selon les régions géographiques. La sous-espèce du Nord, qui pèse en moyenne 18 kg, tend à être plus grosse que la sous-espèce du sud du Mexique, qui pèse en moyenne 11,5 kg. Le coyote mesure de 58 à 66 cm de haut au garrot. La longueur du corps varie de 1 à 1,35 m et la longueur de la queue est de 40 cm, les femelles étant plus petites en longueur et en hauteur. Le plus gros coyote jamais enregistré était un mâle tué près d'Afton, au Wyoming, le 19 novembre 1937, qui mesurait 1,5 m du museau à la queue et pesait 34 kg. Les glandes odorantes sont situées sur le côté supérieur de la base de la queue et sont de couleur bleu-noir.
La fourrure du coyote se compose d'un duvet court et doux et de jarres longues et grossières, la couleur et la texture varient quelque peu en fonction de l'endroit. La couleur prédominante du poil est gris clair et rouge ou fauve, entrecoupée autour du corps de noir et blanc. Les coyotes vivant en haute altitude ont tendance à avoir plus de nuances noires et grises que leurs homologues vivant dans le désert, qui sont plus fauves ou gris blanchâtre. La fourrure de la sous-espèce nordique est plus longue et plus dense que dans les formes méridionales, celle de certaines sous-espèces mexicaines et centraméricaines étant presque hispide (hirsute). En général, les coyotes adultes (y compris les coyloups hybrides) ont un pelage de couleur sable, un pelage néonatal foncé, une queue touffue avec une glande supracaudale active et un masque facial blanc. L'albinisme est extrêmement rare chez les coyotes ; sur un total de 750 000 coyotes récoltés par les chasseurs fédéraux et coopératifs entre le 22 mars 1938 et le 30 juin 1945, seuls deux étaient albinos.

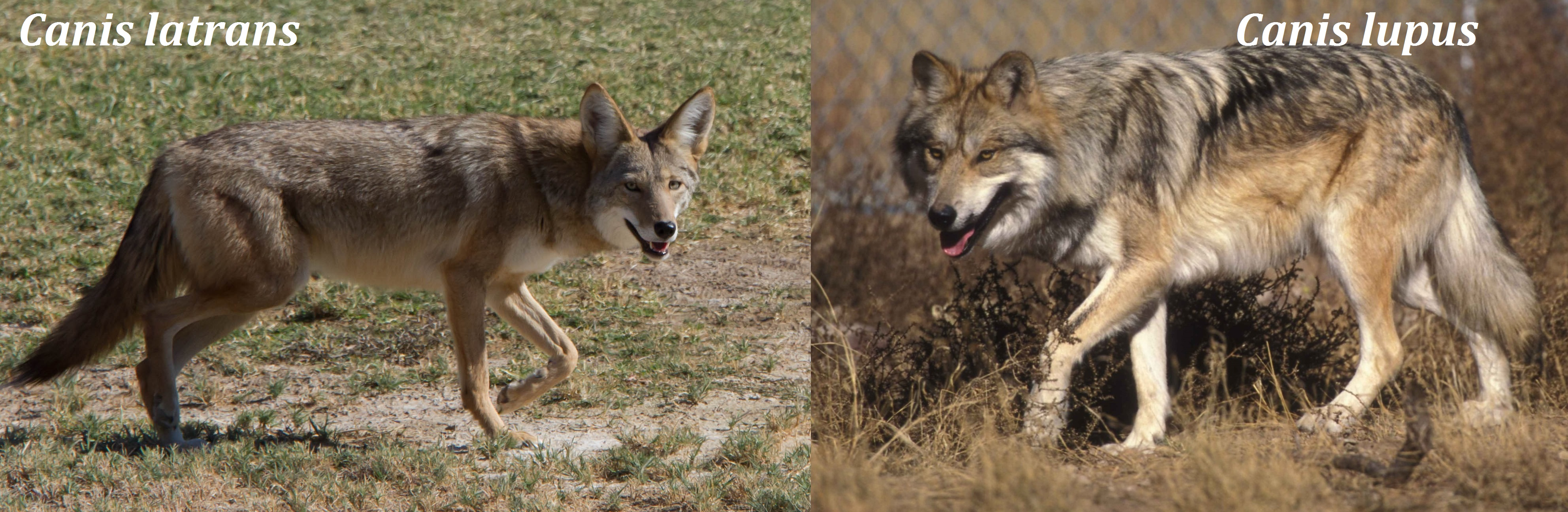
Coyote (gauche) et loup gris (droite).

Le coyote est typiquement plus petit que le loup gris, mais a des oreilles plus longues et une boîte crânienne relativement plus grande, ainsi qu'une carrure, une gueule et un museau plus fins. Les glandes odorantes sont plus petites que celles du loup gris, mais elles sont de la même couleur. Sa couleur de pelage est beaucoup moins variée que celle d'un loup. Le coyote porte également sa queue vers le bas quand il court ou marche, plutôt qu'à l'horizontale comme le loup.

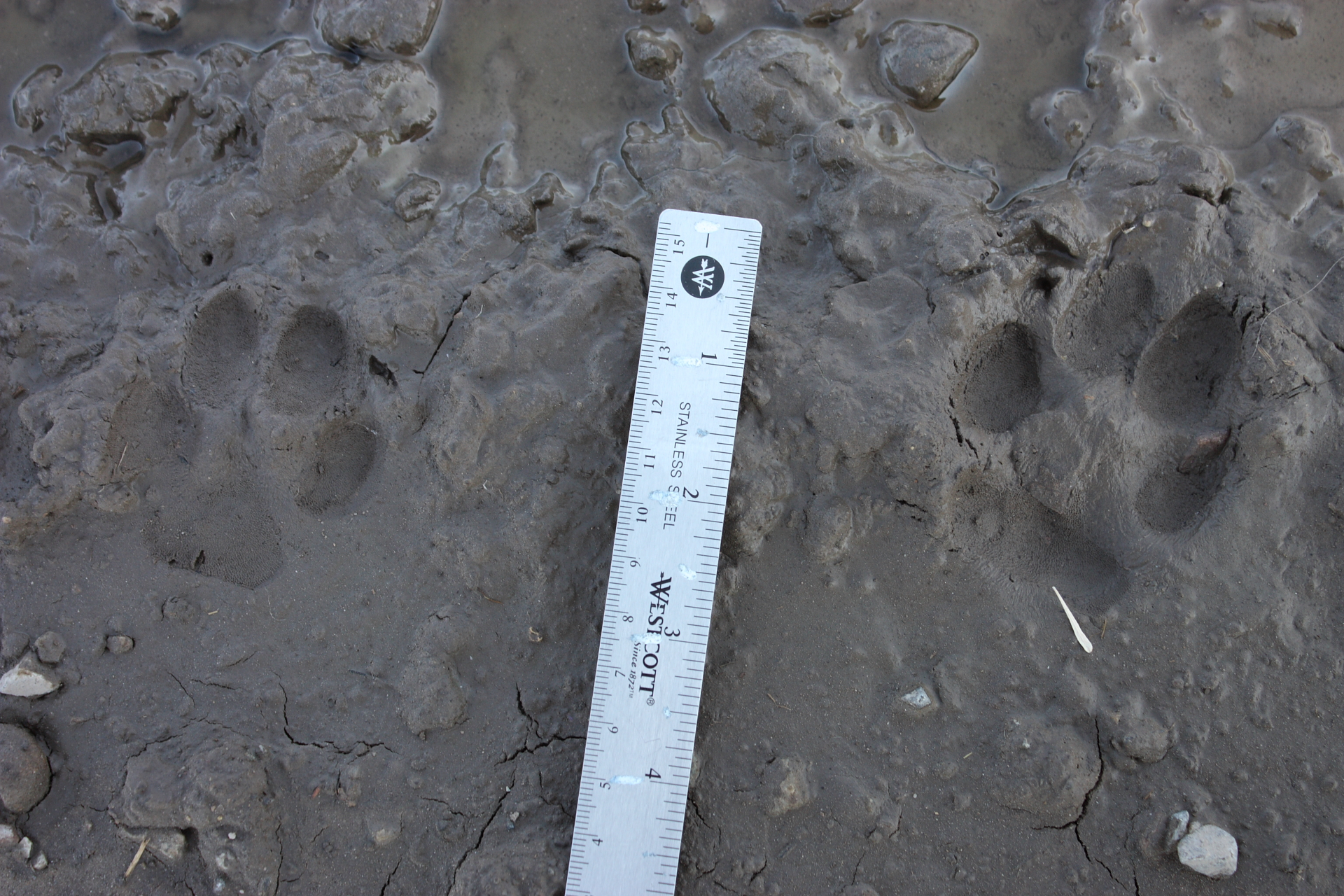
Empreinte de pattes d'un coyote dans la boue.

Les traces de coyote se distinguent de celles des chiens par leur forme plus allongée et moins arrondie,. Contrairement aux chiens, les canines supérieures des coyotes s'étendent au-delà du foramen mental.
Le coyote est un mammifère très rapide, y compris lorsqu'il est infirme, et peut atteindre une vitesse maximale de 69 km/h en poursuite sur une distance d'environ 300 mètres. Il est ainsi plus rapide que le loup, mais moins endurant[réf. nécessaire]. Il peut aussi sauter sur une distance de 4 mètres.

## Comportement

### Sociologie et cycle de vie

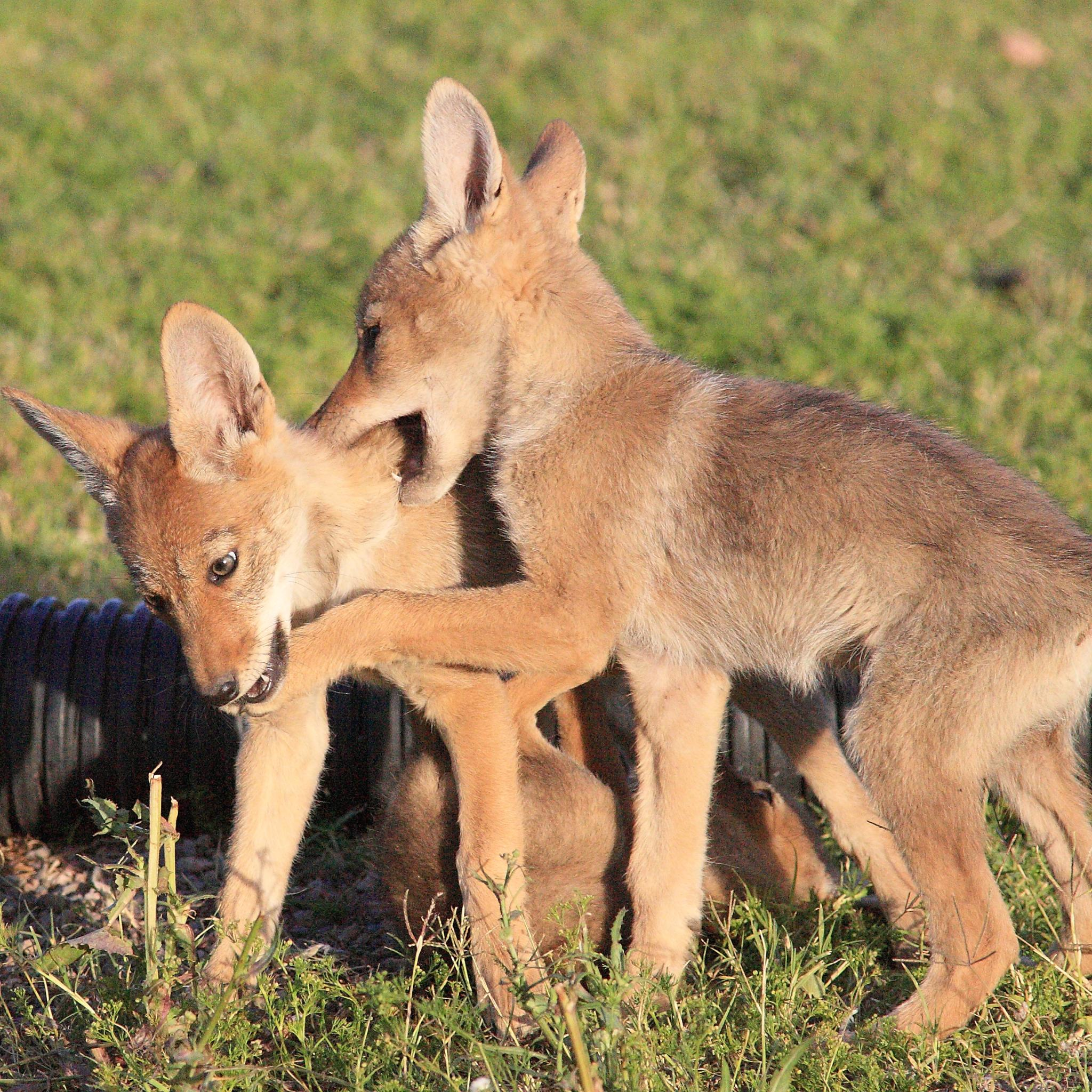
Jeunes coyotes de Mearns (C. l. mearnsi) en train de jouer.

Comme le chacal doré, le coyote est grégaire, mais pas aussi dépendant de ses congénères que des espèces sociales de canidés comme le loup. Ceci, probablement parce que le coyote n'est pas un chasseur spécialisé dans les grosses proies, comme c'est le cas pour cette dernière espèce. L'unité sociale de base d'une meute de coyote est une famille où vit une femelle reproductrice. Cependant, les coyotes non apparentés peuvent unir leurs forces pour se trouver de la compagnie ou pour abattre des proies trop grosses à attaquer seuls. Ces meutes « non familiales » ne sont que temporaires et peuvent être composées de mâles célibataires, de femelles non reproductrices et de jeunes sous-adultes. Les familles se forment au milieu de l'hiver, lorsque les femelles entrent en chaleur. La formation du couple peut se produire 2 à 3 mois avant la copulation proprement dite. Le nœud copulatoire (en) peut durer de 5 à 45 minutes. Une femelle qui entre en œstrus attire les mâles par des marquages odorants et des hurlements de plus en plus fréquents. Une seule femelle en chaleur peut attirer jusqu'à sept mâles reproducteurs, lesquels peuvent la suivre pendant un mois. Bien qu'il puisse y avoir des bagarres chez les mâles, une fois que la femelle a choisi un compagnon et s'accouple, les mâles rejetés n'interviennent pas et passent à autre chose une fois qu'ils détectent une autre femelle en chaleur. Contrairement au loup, connu pour pratiquer les accouplements monogames et polygames, le coyote est strictement monogame, même dans les régions où la densité de coyotes est élevée et où la nourriture est abondante. Les femelles qui ne parviennent pas à s'accoupler aident parfois leurs sœurs ou leurs mères à élever leurs petits, ou rejoignent leurs frères et sœurs jusqu'à la prochaine fois où elles pourront s'accoupler. Quant à un couple nouvellement formé, il établit alors un territoire et construit sa propre tanière ou nettoie celle abandonnée d'un blaireau, d'une marmotte ou d'une moufette. Contrairement à une idée reçue, l'emplacement de cette tanière ne se trouve pas automatiquement près d'un point d'eau, mais dépend aussi de la nature du terrain,. Pendant la gestation, le mâle chasse souvent seul et rapporte de la nourriture pour la femelle. La femelle peut tapisser la tanière d'herbe séchée ou de fourrure tirée de son ventre. La période de gestation (en) est de 63 jours, avec une portée moyenne de six petits, bien que le nombre varie selon la densité de population de coyotes et de l'abondance de nourriture.

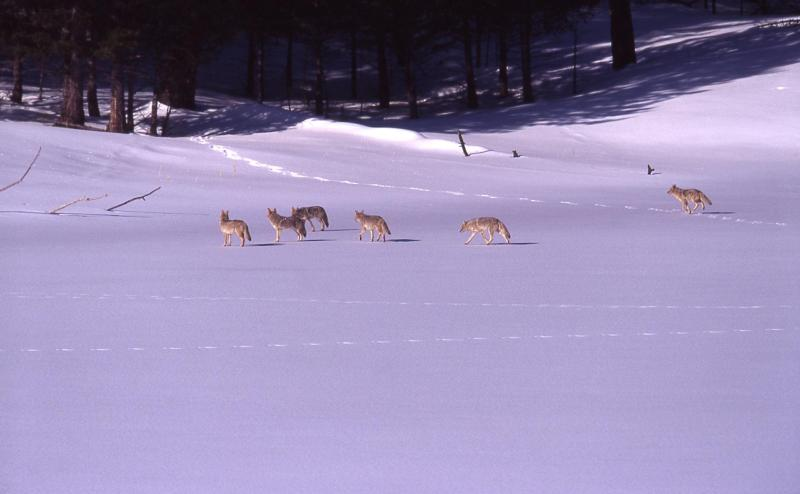
Meute de coyotes dans le parc national de Yellowstone, aux États-Unis.

Les petits du coyote naissent dans des tanières, des arbres creux ou sous des corniches, et pèsent de 200 à 500 g à la naissance. Ils sont nidicoles et dépendent complètement du lait maternel pour leurs 10 premiers jours. Les incisives percent vers 12 jours, les canines à 16 et les deuxièmes prémolaires à 21. Les yeux s'ouvrent après 10 jours, ce qui rend les petits de plus en plus mobiles, marchant à 20 jours et courant à l'âge de six semaines. Les parents commencent à compléter l'alimentation du jeune avec des aliments solides régurgités après 12 à 15 jours. À l'âge de quatre à six semaines, lorsque leurs dents de lait sont pleinement fonctionnelles, les petits reçoivent de petits aliments comme des souris, des lapins ou des morceaux de carcasses d'ongulés, et la lactation de la mère diminue régulièrement après deux mois. Contrairement aux louveteaux, les jeunes coyotes commencent à se battre sérieusement (par opposition au combat de jeu) avant d'adopter un comportement de jeu. Un comportement de jeu commun est le « coup de hanches » du coyote. À l'âge de trois semaines, les jeunes coyotes se mordent les uns les autres avec moins de retenue que les louveteaux. À l'âge de quatre à cinq semaines, les petits ont établi des hiérarchies de dominance et sont alors plus susceptibles de jouer que de se battre. Le mâle joue un rôle actif dans l'alimentation, le toilettage et la garde des petits, mais les abandonne si la femelle disparaît avant que les petits ne soient complètement sevrés. La tanière est abandonnée de juin à juillet, et les jeunes suivent leurs parents en patrouillant sur leur territoire et en chassant. Les petits peuvent quitter leur famille en août, même s'ils peuvent rester beaucoup plus longtemps. Ils atteignent les dimensions d'adultes à huit mois et leur poids d'adultes un mois plus tard.
Le coyote vit de dix à quatorze ans à l'état sauvage et jusqu'à vingt ans en captivité.

### Comportements territoriaux et de mise à l'abri

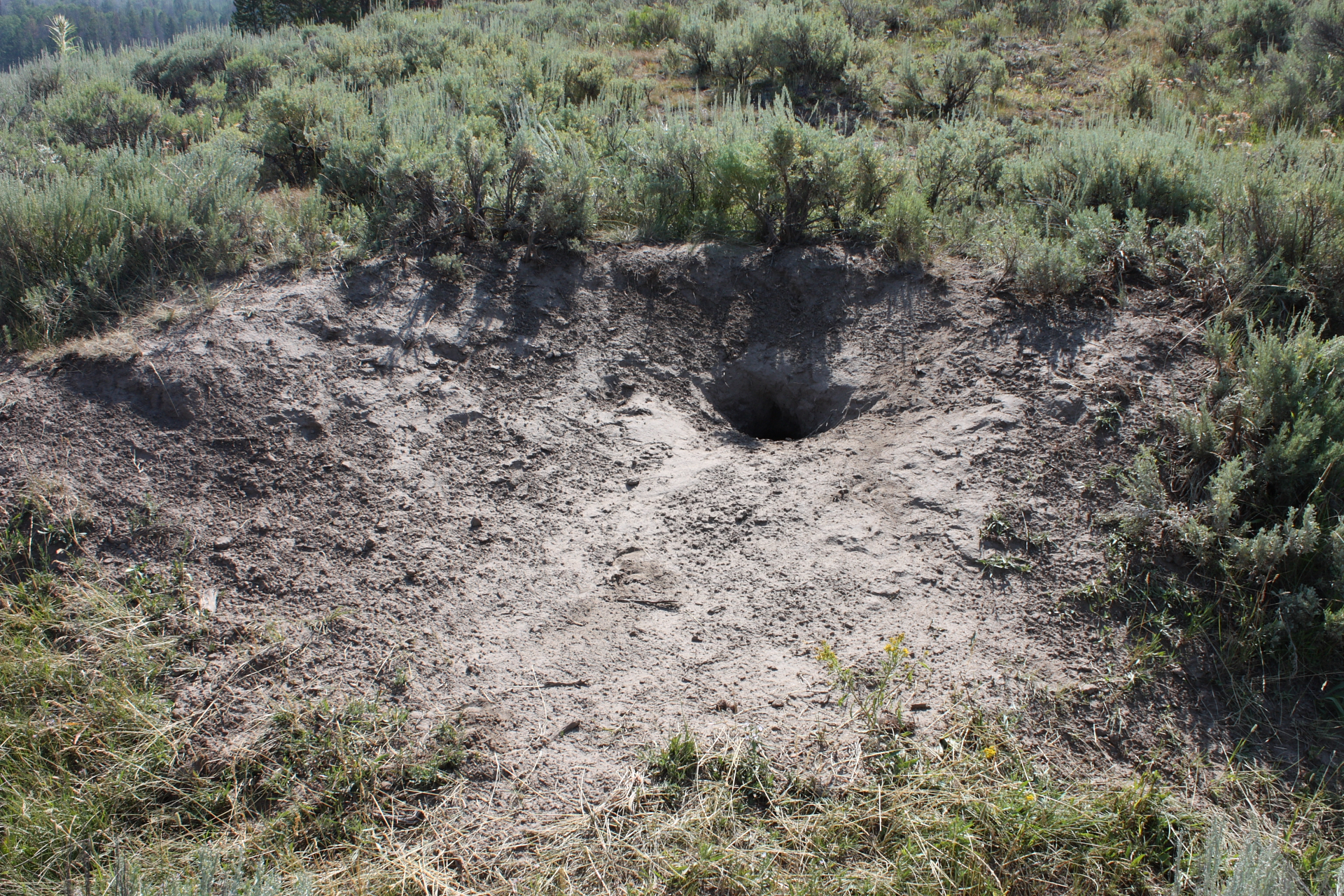
Tanière d'un coyote à Jackson Hole, dans le Wyoming.

La superficie des territoires d'alimentation individuelle varie de 0,4 à 62 km2, la concentration générale de coyotes dans une zone donnée dépendant de l'abondance de la nourriture, des aires de mise bas adéquates ainsi que de la concurrence avec les conspécifiques et d'autres prédateurs. En général, le coyote ne défend pas son territoire en dehors de la saison de la mise bas, et il est beaucoup moins agressif envers les intrus que le loup, généralement en chassant et en s'entraînant avec ceux-ci, mais il les tue rarement. Les conflits entre les coyotes peuvent arriver en période de pénurie alimentaire.
Comme les loups, les coyotes utilisent une tanière (habituellement les trous déserts d'autres espèces) lorsqu'ils sont en gestation et qu'ils élèvent des jeunes, bien qu'ils puissent occasionnellement mettre bas sous des buissons en plein air. La tanière du coyote peut se situer dans des gorges, des ravinements, des coulées (en), des berges, des falaises rocheuses ou des terrains plats. Certaines tanières ont été trouvées sous des cabanes abandonnées, des trémies à grains, des tuyaux de drainage, des voies ferrées, des billes de bois creuses, des fourrés et des chardons. La tanière est continuellement creusée et nettoyée par la femelle jusqu'à la naissance des petits. Si la tanière est perturbée ou infestée de puces, les petits sont déplacés dans une autre tanière. Un repaire de coyotes peut avoir plusieurs entrées et passages qui se ramifient à partir de la chambre principale. Une seule tanière peut être réutilisée année après année.

### Chasse et alimentation

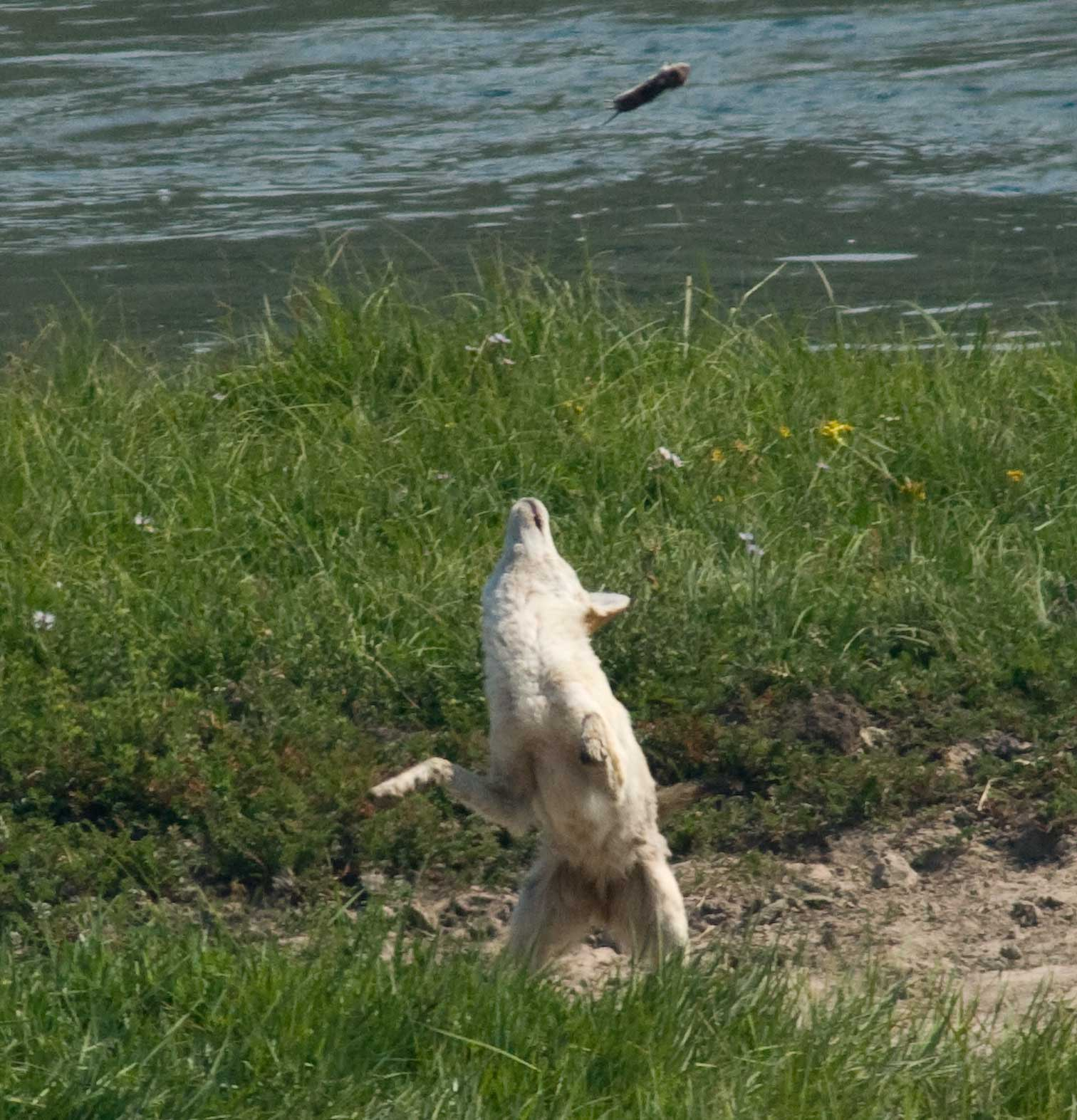
Coyote en chasse balançant un rongeur au Parc national de Yellowstone.

Alors que le consensus populaire est que l'olfaction est très importante pour la chasse, deux études qui ont expérimenté le rôle des indices olfactifs, auditifs et visuels ont révélé que les indices visuels sont les plus importants pour la chasse pour le renard roux et le coyote,.
Lorsqu'il chasse de grandes proies, le coyote travaille souvent par paire ou en petits groupes. Le succès de la chasse des grands ongulés dépend de facteurs comme l'épaisseur de la neige et la densité de la croûte à sa surface. Les jeunes animaux évitent généralement de participer à de telles chasses, le couple reproducteur faisant souvent la majeure partie du travail. Contrairement au loup, qui attaque les grosses proies par l'arrière, le coyote s'approche par l'avant, lacérant la tête et la gorge de sa proie. Comme les autres canidés, le coyote met en réserves l'excès de nourriture. Les coyotes attrapent les rongeurs de la taille d'une souris en bondissant, alors que les écureuils terrestres (en) sont chassés. Bien que les coyotes puissent vivre en grands groupes, les petites proies sont souvent capturées individuellement. On a vu des paires de coyotes tuer des porcs-épics en utilisant leurs pattes pour retourner les rongeurs sur leur dos avant d'attaquer le ventre mou. Seuls les coyotes âgés et expérimentés peuvent s'attaquer avec succès aux porcs-épics, et de nombreuses tentatives de prédation par les jeunes coyotes leur causent des blessures par les piquants de leur proie. Le coyote urine parfois sur sa nourriture, peut-être pour en revendiquer la propriété.

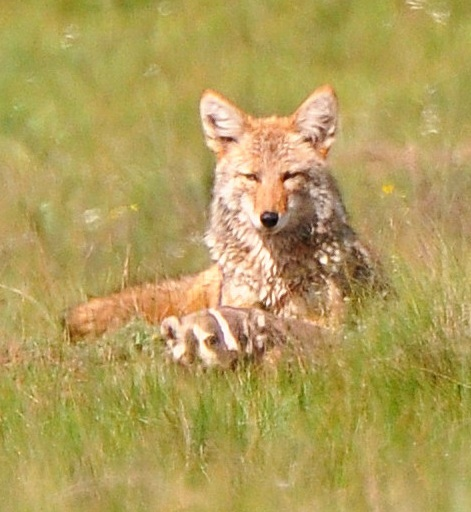
Coyote et blaireau se reposant ensemble dans la Caldeira Valles.

Le coyote peut à l'occasion nouer des relations de chasse mutualistes avec le blaireau d'Amérique et pratiquer l'entraide avec lui pour déterrer des proies de type rongeur. La relation entre les deux espèces peut parfois frôler une apparente « amitié », certains coyotes ayant été observés en train de poser la tête sur leurs compagnons blaireaux ou de leur lécher le visage sans protestation. Les interactions amicales entre le coyote et le blaireau étaient connues des civilisations précolombiennes, comme le montre une jarre mexicaine datée de 1250-1300 EC qui dépeignait la relation entre les deux.

### Communication

#### Langage corporel
Puisqu'il est à la fois un animal grégaire et solitaire, la variabilité du répertoire visuel et vocal du coyote est intermédiaire entre celle des renards solitaires et celle du loup très sociable. Le comportement agressif du coyote ressemble davantage à celui des renards qu'à celui des loups et des chiens. Un coyote agressif courbe le dos et abaisse la queue. Contrairement aux chiens, qui recherchent un comportement ludique en exécutant une « courbette de jeu » suivi d'un « saut de jeu », le jeu chez les coyotes consiste en une courbette, suivie de flexions de la tête d'un côté à l'autre, ainsi que d'une série de « pirouettes » et de « plongées ». Bien que les coyotes mordent parfois la peau de leurs compagnons de jeu comme pour les chiens, ils s'approchent généralement par en dessous et font des morsures orientées vers le haut. Les petits du coyote se battent sans distinction de sexe, tandis que l'agressivité est habituellement réservée aux membres du même sexe chez les adultes. Les combattants s'approchent les uns des autres en agitant la queue et en grognant avec leurs mâchoires ouvertes, bien que les combats soient généralement silencieux. Les mâles ont tendance à se battre en position verticale, tandis que les femelles se battent sur les quatre pattes. Les combats entre les femelles ont tendance à être plus sérieux que ceux entre les mâles, car les femelles saisissent les pattes antérieures, la gorge et les épaules de leurs adversaires.

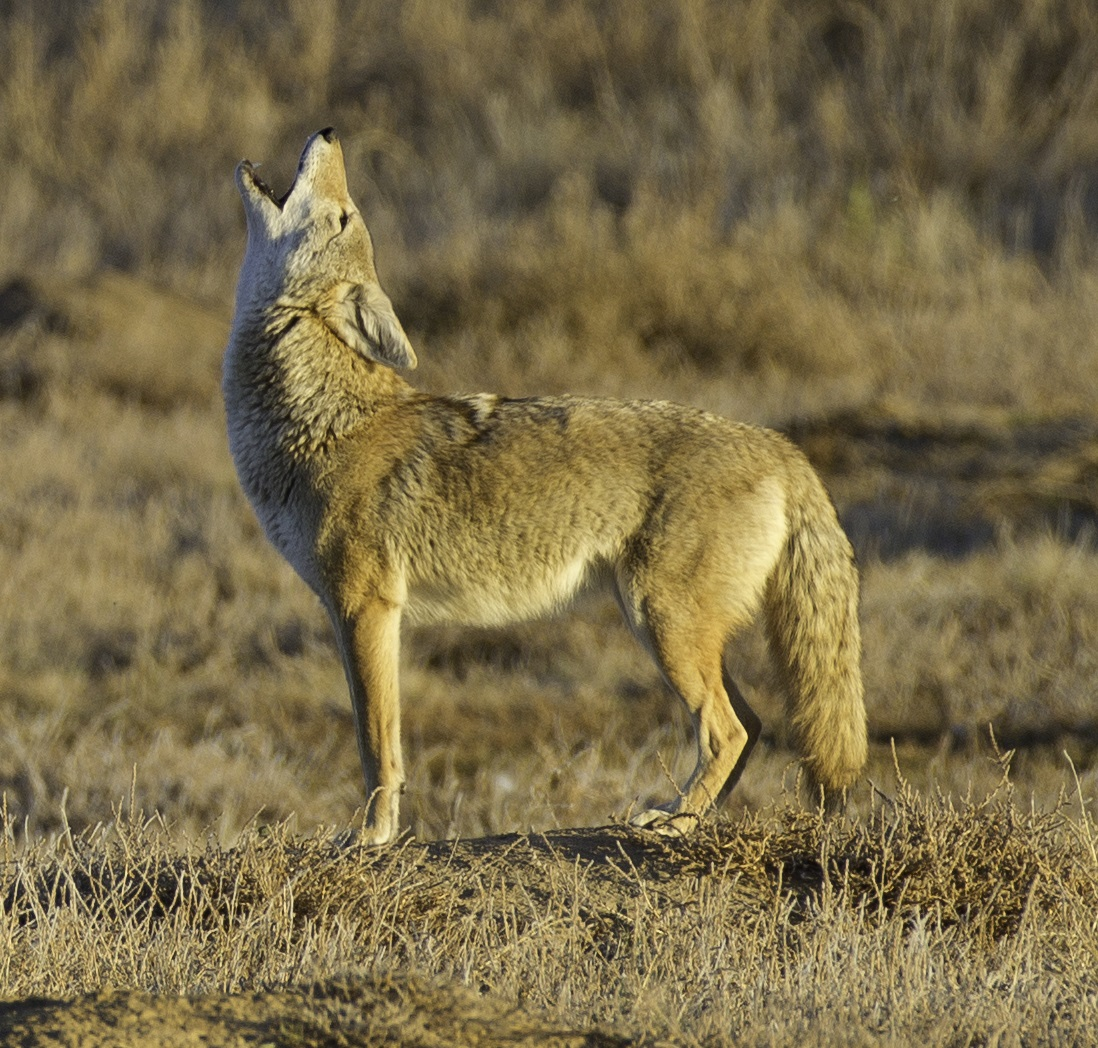
Un coyote en train de hurler.

#### Vocalisations
Le coyote a été décrit comme le mammifère sauvage d'Amérique du Nord qui se fait le plus entendre,. Son intensité sonore et sa gamme de vocalisations ont été à l'origine de son nom binomial Canis latrans, qui signifie en français « chien aboyeur ». Il existe 11 vocalisations différentes chez le coyote adulte. Ces sons sont divisés en trois catégories : agonistique et alarme, salutation et contact.
Les vocalisations de la première catégorie comprennent les « ouafs », les grognements, les soufflements brefs, les aboiements, les hurlements-aboiements, les jappements, et les gémissements à haute fréquence. Les « ouafs » sont utilisés comme des menaces ou alarmes de faible intensité et sont généralement entendus près des tanières, ce qui incite les petits à se retirer immédiatement dans leur terrier. Les grognements sont utilisés comme des menaces sur de courtes distances, mais ont également été entendus parmi les petits jouant et des mâles en train de copuler. Les soufflements brefs sont des vocalisations de menaces de haute intensité produites par l'expiration rapide de l'air. Les aboiements peuvent être classés à la fois comme des vocalisations de menaces à longue distance et comme des appels d'alarme. Les hurlements-aboiements peuvent remplir des fonctions similaires. Les jappements sont émis comme un signe de soumission, tandis que les gémissements à haute fréquence sont produits par des animaux dominants reconnaissant la soumission de subalternes.
Les vocalisations de salutations contiennent des gémissements à basse fréquence, des « wow-ouh-wow » et des hurlements-jappements de groupe. Les gémissements à basse fréquence sont émis par les animaux soumis et s'accompagnent généralement de remuements de la queue et de mordillements du museau. Le son connu sous le nom de « wow-ouh-wow » a été décrit comme un « chant de salutation ». Le hurlement-jappement de groupe est émis lorsque deux ou plusieurs membres de la meute se réunissent et pourrait être l'acte final d'une cérémonie de salutation complexe.
Les appels de contact incluent les hurlements solitaires et les hurlements de groupe, ainsi que les hurlements de groupe mentionnés précédemment. Le hurlement solitaire est le son le plus emblématique du coyote, et pourrait servir à annoncer la présence d'un individu isolé séparé de sa meute. Les hurlements de groupe sont utilisés à la fois comme substituts à des hurlements-jappements de groupe et comme réponses à des hurlements isolés, ou des hurlements-jappements de groupe.

#### Odorat
Le coyote a un sens de l'odorat aigu. Il urine et défèque à des emplacements particuliers pour déposer des signaux olfactifs, par exemple des souches, des poteaux, des buissons ou des rochers.

## Écologie

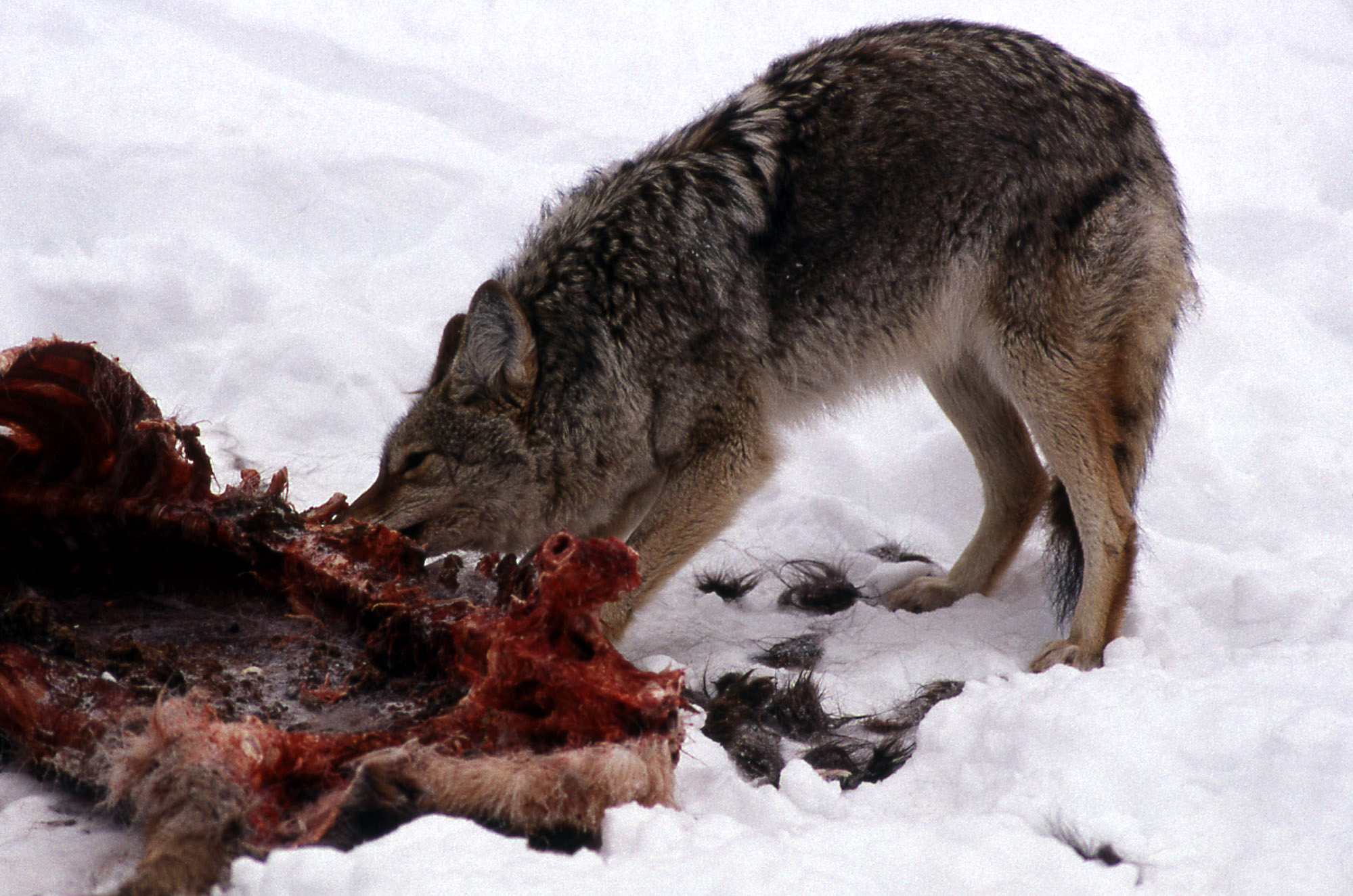
Coyote se nourrissant sur une carcasse de wapiti pendant l'hiver 1989 dans la vallée de la Lamar.

### Régime alimentaire

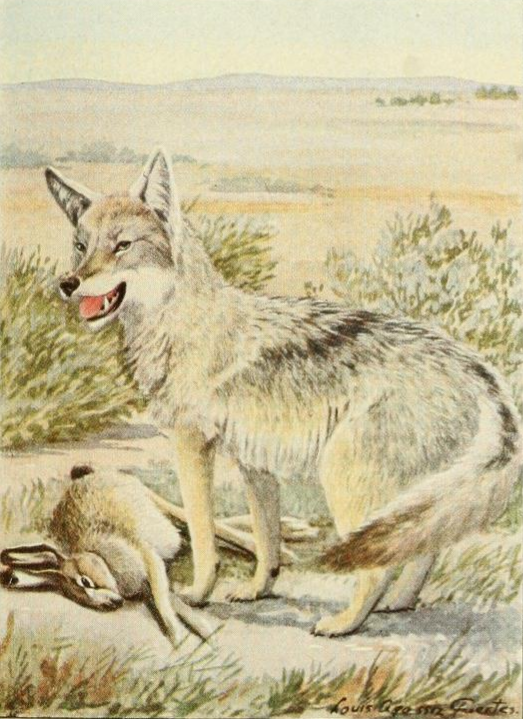
Illustration d'un coyote ayant chassé un lapin par Louis Agassiz Fuertes, 1918.

Le coyote est à peu près l'équivalent nord-américain du chacal doré eurasien. Comme lui, le coyote est très polyvalent dans son choix de nourriture, mais il est surtout carnivore, 90 % de son alimentation étant composés de viande. Parmi les espèces proies se trouvent le bison, le cerf, le mouton, le lapin, les rongeurs, les oiseaux, les amphibiens (sauf les crapauds), les sauriens, les serpents, le poisson, les crustacés, et les insectes. Les coyotes peuvent être difficiles sur les proies qu'ils ciblent, car des animaux comme les soricidés, les taupes et les rats bruns ne sont pas présents dans leur alimentation en proportion de leur nombre. Parmi les proies plus inhabituelles, on trouve des pékans, de jeunes oursons noirs, des phoques du Groenland et des crotales. Le coyote tue les crotales surtout pour se nourrir (mais aussi pour protéger ses petits dans sa tanière) en provoquant les serpents jusqu'à ce qu'ils s'étirent, puis leur mord la tête avant de claquer sans les relâcher et de les secouer. Dans la vallée de la Mort, le coyote peut consommer de grandes quantités de chenilles de sphinx ou de coléoptères durant les mois de floraison printanière. Bien que le coyote préfère la viande fraîche, il se fait charognard quand l'occasion se présente. En excluant les insectes, les fruits et l'herbe consommés, le coyote a besoin d'environ 600 g de nourriture par jour, soit 250 kg par an. Le coyote cannibalise volontiers les carcasses de ses congénères, au point que leur graisse a été utilisée avec succès par les chasseurs de coyotes comme leurre ou appât empoisonné. Le régime hivernal du coyote se compose principalement de grosses carcasses d'ongulés, avec très peu de matière végétale. Les proies de type rongeurs prennent plus de place dans son alimentation au printemps, en été et en automne.
Le coyote se nourrit d'une variété de primeurs différents, dont les mûres, les bleuets, les pêches, les poires, les pommes, les figues de Barbarie, les chapotes, les kakis, les arachides, les pastèques, les cantaloups et les carottes. Pendant l'hiver et au début du printemps, le coyote mange de grandes quantités d'herbe, comme des épis de blé vert. Il mange parfois des aliments inhabituels comme du tourteau de coton, des plats au soja, des excréments d'animaux domestiques, des haricots et des céréales cultivées comme le maïs, le blé et le sorgho.

### Maladies et parasites

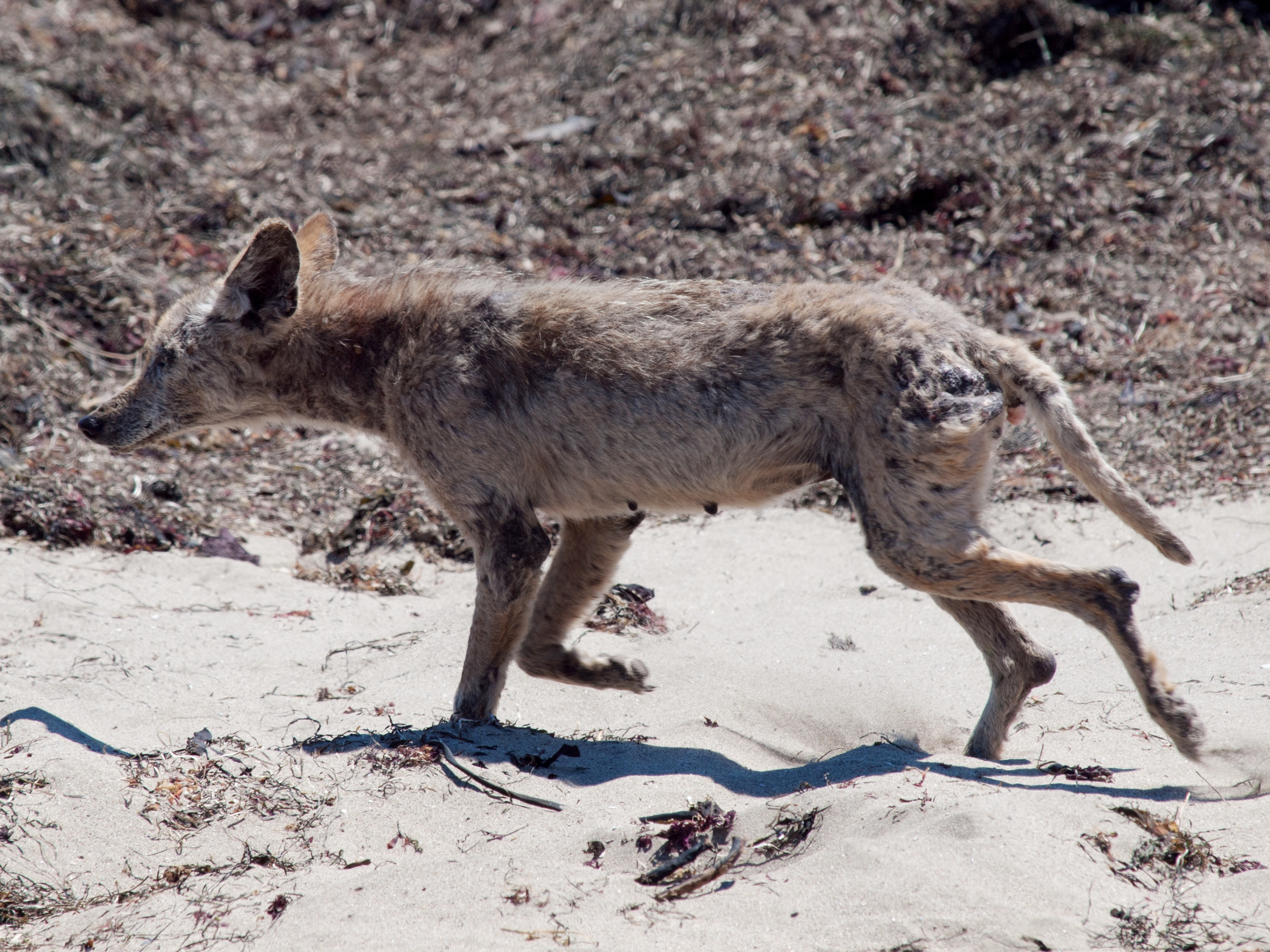
Coyote de la vallée de Californie (C. l. ochropus) souffrant de gale.

Parmi les grands carnivores d'Amérique du Nord, le coyote est probablement celui qui porte le plus grand nombre de maladies et de parasites, probablement en raison de sa vaste répartition et de son alimentation variée. Les maladies virales connues pour infecter les coyotes sont notamment la rage, la maladie de Carré, l'hépatite infectieuse canine, quatre souches d'encéphalite équine et la papillomatose orale floride. Vers la fin des années 1970, les graves épidémies de rage chez les coyotes avaient cessé d'être un problème depuis plus de 60 ans, bien que des cas sporadiques survenaient tous les 1 à 5 ans. L'hépatite entraîne la mort de nombreux petits dans la nature, bien que certains spécimens puissent survivre à l'infection. La tularémie, une maladie infectieuse qui infecte les coyotes par le biais de leurs proies rongeurs et lagomorphes, peut être mortelle pour les petits.
Le coyote peut être infecté par les gales démodectique et sarcoptique, cette dernière forme étant la plus commune. Les infestations de mites sont rares et accidentelles tandis que celles de tiques sont plus fréquentes, avec des pics saisonniers selon les localités (mai-août dans le Nord-Ouest, mars-novembre en Arkansas). Le coyote n'est que rarement infesté par les poux, tandis que les puces infestent les coyotes depuis leur enfance, bien qu'elles puissent être plus une source d'irritation qu'une maladie grave. Pulex simulans est l'espèce la plus commune à parasiter le coyote, tandis que Ctenocephalides canis a tendance à n'être présente que là où le coyote et le chien (son hôte principal) habitent la même zone. Bien que les coyotes soient rarement l'hôte de trématodes, ceux-ci peuvent néanmoins avoir de graves effets sur eux, en particulier Nanophyetus salmincola, qui peut les infecter avec la maladie de l'empoisonnement du saumon, dont le taux de mortalité est de 90 %. Le trématode Metorchis conjunctus peut également infecter le coyote. Les vers solitaires infestent 60 à 95 % de tous les coyotes examinés. L'espèce la plus commune pour infester les coyotes sont Taenia pisiformis et T. crassiceps, qui utilise des lapins d'Amérique comme hôtes intermédiaires. La plus grande espèce connue chez les coyotes est T. hydatigena, qui pénètre dans l'organisme par l'intermédiaire d'ongulés infectés et peut atteindre des longueurs de 80 à 400 cm. Bien qu'autrefois largement limité aux loups, Echinococcus granulosus s'est étendu aux coyotes depuis que ces derniers ont commencé à coloniser leurs anciennes aires de répartition. Le ver ascaroïde le plus fréquent chez les coyotes est Toxascaris leonina, qui demeure dans l'intestin grêle du coyote et n'a pas d'effets nocifs, à l'exception du fait que l'hôte mange plus fréquemment. Les ankylostomes du genre Ancylostoma infestent les coyotes dans toute leur aire de répartition, et sont particulièrement répandus dans les zones humides. Dans les régions où l'humidité est élevée, comme la côte du Texas, les coyotes peuvent transporter jusqu'à 250 ankylostomes par individu. L'A. caninum buveur de sang est particulièrement dangereux car il cause chez le coyote pertes de sang et congestion pulmonaire. Un petit de 10 jours peut mourir en étant l'hôte d'à peine 25 vers d'A. caninum.

### Ennemis et concurrents

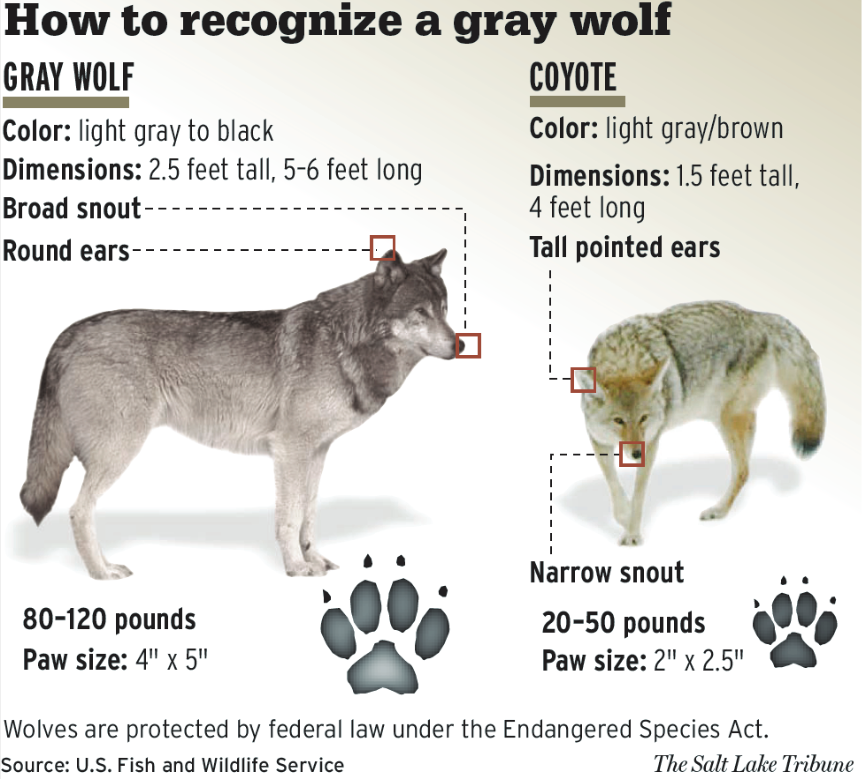
Illustration comparative du coyote (à droite) et du loup gris (à gauche).

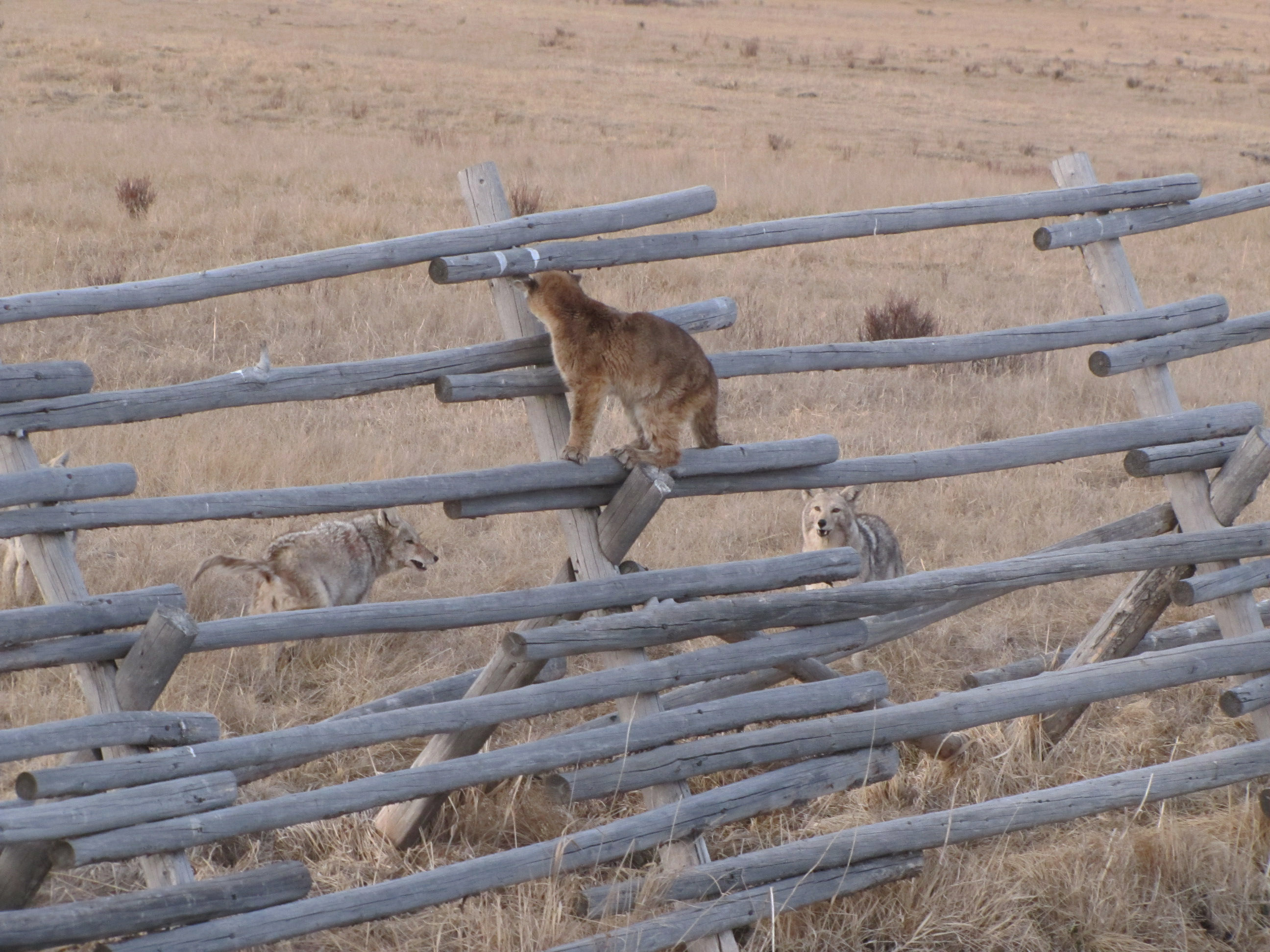
Coyotes des montagnes (C. l. lestes) encerclant un jeune puma.

Dans les régions où les aires de répartition du coyote et du loup gris se chevauchent, on a émis l'hypothèse que la compétition et la prédation par le loup nuisent aux densités locales du coyote. Les aires de répartition du coyote se sont étendues au cours des XIXe et XXe siècles après l'extirpation des loups, tandis que les coyotes ont été chassés de l'île Royale (lac Supérieur) après sa colonisation par les loups dans les années 1940. Une étude menée dans le parc national Yellowstone, où les deux espèces coexistent, a conclu que la population de coyotes dans la vallée de la Lamar a diminué de 39 % après la réintroduction des loups dans les années 1990, tandis que les populations de coyotes dans les zones habitées par les loups du parc national du Grand Teton sont de 33 % inférieures à celles des zones où elles sont absentes,. On a observé que le loup ne tolérait pas le coyote dans son voisinage, même si le coyote est connu pour suivre le loup et se nourrir de ses proies.
Le coyote tue rarement un renard roux adulte en bonne santé, et on a observé qu'il se nourrissait ou se nourrissait à ses côtés, bien qu'il tue souvent des renards pris au piège. Le coyote peut tuer des renardeaux, mais ce n'est pas une source importante de mortalité. Dans le sud de la Californie, les coyotes tuent fréquemment des renard gris, et ces petits canidés ont tendance à éviter les zones à forte densité de coyotes.
Le coyote peut être en concurrence avec le puma dans certaines régions. Dans l'est de la Sierra Nevada, le coyote rivalise avec le puma pour chasser le cerf mulet. En combat, le puma prend habituellement le dessus sur le coyote et peut le tuer à l'occasion, ce qui réduit la pression de prédation exercée par les coyotes sur les petits carnivores comme les renards et les lynx roux.
Dans certaines régions, le coyote partage ses aires de répartition avec le lynx roux. Ces deux espèces de taille similaire se confrontent rarement physiquement, bien que les populations de lynx roux tendent à diminuer dans les zones à forte densité de coyotes. Cependant, plusieurs études ont démontré une concurrence par interférence entre le coyote et le lynx roux, et les coyotes dominaient l'interaction dans tous les cas,. Plusieurs chercheurs,,,, ont rapporté des cas de coyotes tuant des lynx roux, alors que l'inverse est plus rare. Le coyote attaque le lynx roux au moyen d'une méthode morsure-et-secousse semblable à celle utilisée sur les proies de taille moyenne. On sait que le coyote (individuellement et en groupes) est connu pour parfois tuer du lynx roux — dans la plupart des cas, les lynx roux étaient des spécimens relativement petits, comme des femelles adultes et des juvéniles. Cependant, des attaques de coyotes (par un nombre inconnu de coyotes) sur des lynx mâles adultes ont eu lieu. En Californie, les populations de coyotes et de lynx roux n'ont pas de corrélation négative entre les différents types d'habitat, mais la prédation par le coyote est une importante source de mortalité chez le lynx roux. Le biologiste Stanley Paul Young a noté que, tout au long de sa carrière de trappeur, il n'avait jamais réussi à empêcher un lynx roux capturé d'être tué par des coyotes, et il a écrit deux incidents où des coyotes chassaient des lynx roux jusque dans les arbres. Il a été démontré que les coyotes tuent directement le lynx du Canada à l'occasion,, et qu'ils sont en concurrence avec lui pour les proies, en particulier le lièvre d'Amérique. Dans certaines régions, dont le centre de l'Alberta, le lynx est plus abondant là où les coyotes sont peu nombreux, de sorte que les interactions avec les coyotes semblent influencer davantage les populations de lynx que la présence du lièvre d'Amérique.

## Biogéographie

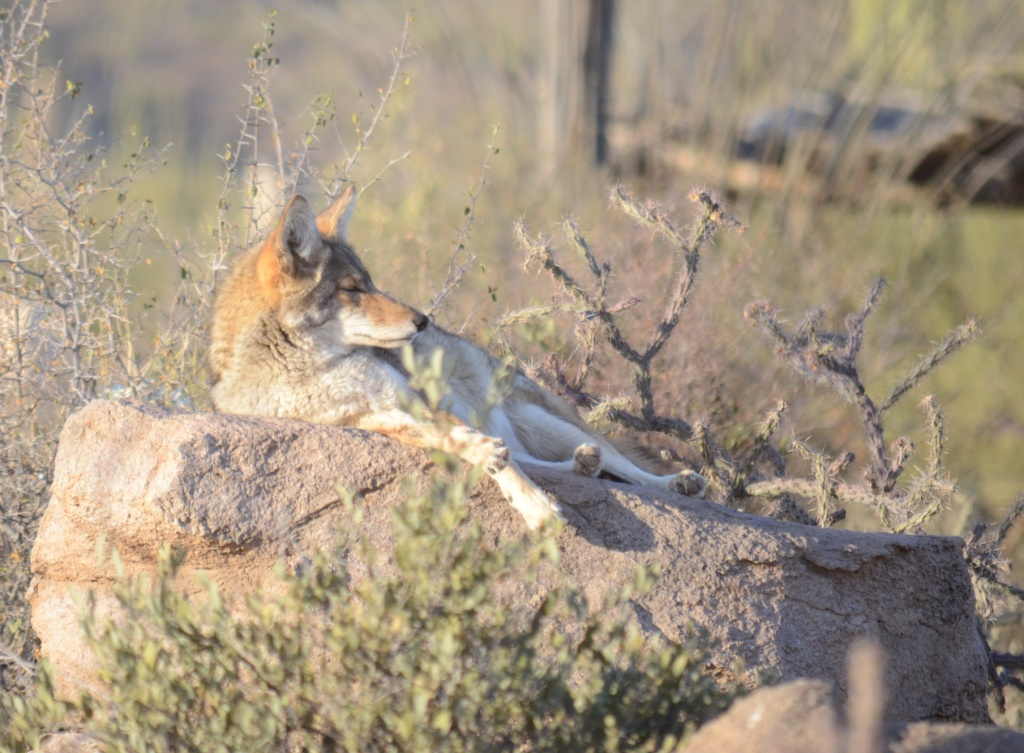
Un coyote du désert du Sonora au à Tucson, en Arizona.

### Habitat
Avant la quasi-extermination des loups et des cougars, le coyote était abondant dans les prairies peuplées de bisons, de pronghorn, de wapitis et d'autres cerfs, particulièrement dans les zones à herbes courtes où l'on trouve des chiens de prairie, bien qu'il soit tout aussi à l'aise dans les zones semi-arides avec des armoises et des lièvres que dans les zones désertiques peuplées de cactus, de rats kangourous et de crotales. Tant qu'il n'était pas en concurrence directe avec le loup, le coyote allait du désert de Sonora aux régions alpines des montagnes adjacentes, aux plaines et aux régions montagneuses de l'Alberta. Avec l'extermination du loup, l'aire de répartition du coyote s'est étendue pour englober les forêts défrichées des tropiques du Guatemala et du versant nord de l'Alaska.
Un coyote parcourt environ 5 à 16 kilomètres par jour, souvent le long de sentiers comme des routes et des chemins de coupes de bois forestier ; il peut utiliser les rivières gelées comme routes de voyage en hiver. Il est souvent crépusculaire, plus actif le soir et au début de la nuit que le jour. Comme beaucoup de canidés, le coyote est un nageur compétent, capable de parcourir au moins 0,8 kilomètre dans l'eau.

### Répartition

Répartition des sous-espèces de coyote en 1978, avec (1) coyote mexicain, (2) coyote de San Pedro Martir, (3) coyote du Salvador, (4) coyote du Sud-Est, (5) coyote du Belize, (6) coyote du Honduras, (7) coyote du Durango, (8) coyote du Nord, (9) coyote de l'île Tiburón, (10) coyote des plaines, (11) coyote des montagnes, (12) coyote de Mearns, (13) coyote du Rio Grande inférieur, (14) coyote de la vallée de Californie, (15) coyote de la péninsule, (16) coyote des plaines du Texas, (17) coyote du Nord-Est, (18) coyote de la Côte du Nord-Ouest, (19) Colima coyote de Colima, (20) coyote de l'Est

À cause de sa répartition étendue et de son abondance dans toute l'Amérique du Nord, le coyote est inscrit comme espèce à préoccupation mineure par l'Union internationale pour la conservation de la nature (UICN). L'aire de répartition précolombienne du coyote se limitait aux régions Sud-Ouest et des Plaines des États-Unis et du Canada, ainsi qu'au nord et au centre du Mexique. Au XIXe siècle, l'espèce s'est étendue au nord et à l'est, et encore plus après 1900 ; cette expansion coïncidait avec la conversion des terres et l'éradication des loups. À cette époque, l'aire de répartition du coyote englobait l'ensemble des États-Unis et du Mexique, vers le sud en Amérique centrale, et vers le nord dans la plus grande partie du Canada et de l'Alaska. Cette expansion se poursuit, et l'espèce occupe maintenant la majorité des zones situées entre 8° N (Panama) et 70° N (nord de l'Alaska).
On croyait autrefois que les coyotes étaient de récents immigrants dans le sud du Mexique et en Amérique centrale, aidés dans leur expansion par le déboisement. Mais les traces laissées au Pléistocène et aux débuts de l'Holocène, ainsi que des documents datant de la période précolombienne et des premières colonisations européennes, montrent que l'animal était présent dans la région bien avant les temps modernes. Néanmoins, l'extension de son aire de répartition s'est effectivement produite au sud du Costa Rica à la fin des années 1970 et au nord du Panama au début des années 1980 à cause de l'expansion des pâturages dans les forêts tropicales. Le coyote devrait apparaître dans le nord du Belize dans un futur proche, car l'habitat y est favorable à l'espèce. Des inquiétudes ont été exprimées par des chercheurs sur son éventuelle expansion en Amérique du Sud via l'isthme panaméen, si jamais le bouchon du Darién devait être supprimé par une extension de la route panaméricaine. Cette crainte a été partiellement confirmée en janvier 2013, lorsque l'espèce a été signalée dans le district de Chepo à l'est du Panama, au-delà du canal transocéanique.
Une étude génétique publiée en 2017 suggère que les coyotes ne se trouvaient pas à l'origine dans l'Est des États-Unis. À partir des années 1890, des forêts denses ont été transformées en terres agricoles et la lutte contre les loups a été mise en œuvre à grande échelle, ce qui a laissé une niche aux coyotes. Il y a eu deux grandes dispersions à partir de deux populations de coyotes génétiquement distinctes. Au début du XXe siècle, la première dispersion majeure au nord-est est venue des coyotes qui vivaient dans les Grandes Plaines du Nord. Ils sont arrivés en Nouvelle-Angleterre par la région des Grands Lacs du Nord et le sud du Canada, et en Pennsylvanie par la région des Grands Lacs du Sud, réunis dans les années 1940 à New York et en Pennsylvanie. Ces coyotes se sont hybridés avec les populations restantes de loups gris et de loups de l'Est, ce qui a ajouté de la diversité génétique aux coyotes et pourrait avoir facilité leur adaptation à cette nouvelle niche. La deuxième grande dispersion vers le sud-est est venue du Texas au milieu du XXe siècle et a atteint les Caroline du Nord et du Sud dans les années 1980. Ces coyotes se sont métissés avec les populations restantes de loups rouges avant les années 1970, époque à laquelle le loup rouge a été extirpé de son habitat naturel, ce qui a encore plus contribué à la diversité génétique des coyotes et a peut-être facilité leur adaptation à cette même nouvelle niche. Ces deux grandes dispersions du coyote ont connu une croissance démographique rapide et devraient se rencontrer le long de la côte médio-atlantique. L'étude conclut que pour les coyotes, la dispersion à long terme, le flux génétique des populations locales et la croissance rapide de la population peuvent être inter-reliés. Ils sont carnivores.

## Taxonomie et évolution

### Historique

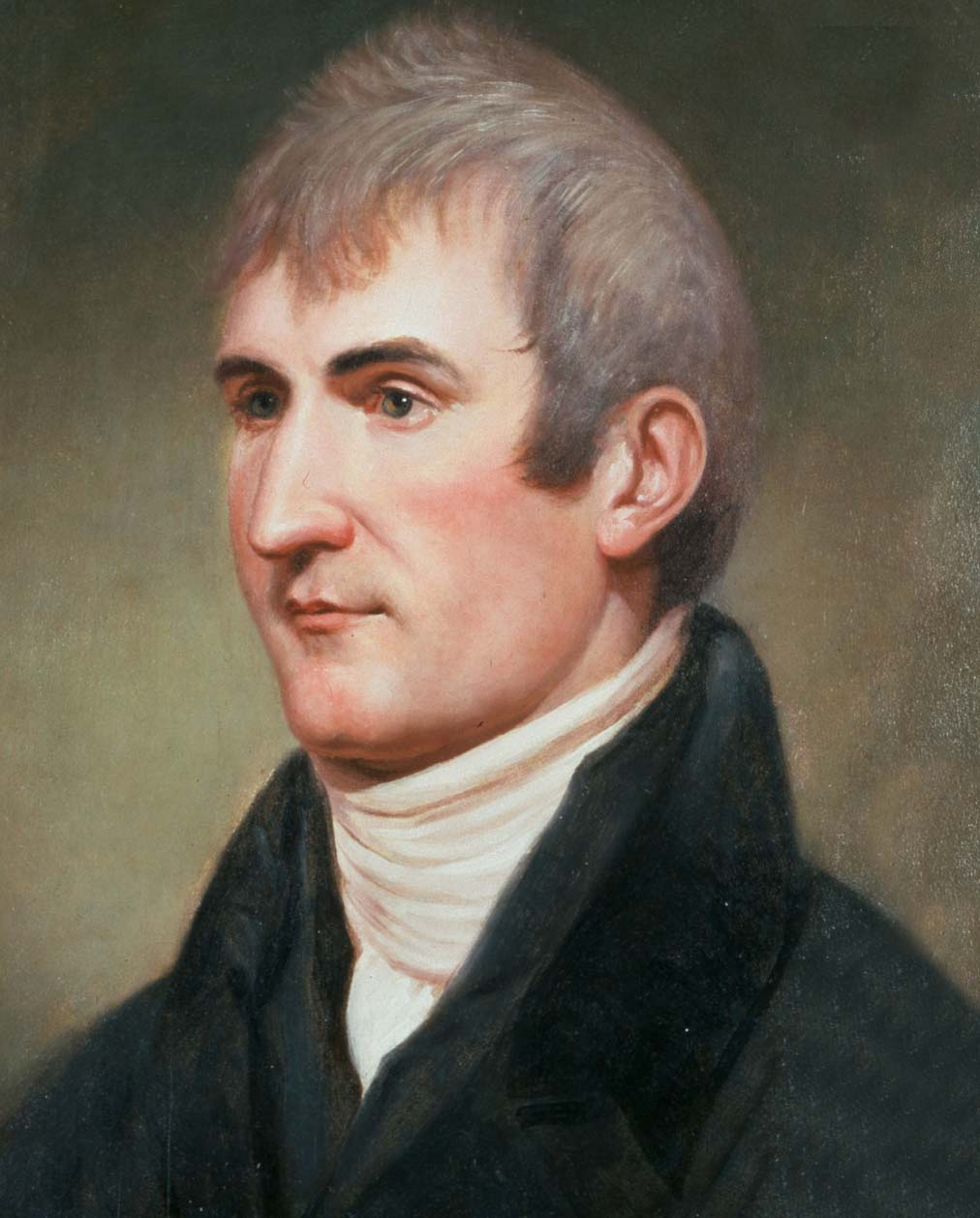
Meriweather Lewis a été un des explorateurs d'origine européenne à avoir confondu le coyote avec un loup.

Au moment de la colonisation européenne des Amériques, les coyotes étaient surtout confinés aux plaines ouvertes et aux régions arides de la moitié ouest du continent. Dans les premiers documents historiques post-colombiens, il est souvent difficile de faire la distinction entre les coyotes et les loups. Un document de 1750 à Kaskaskia, écrit par un prêtre local, signale que les « loups » qui s'y trouvaient étaient plus petits et moins audacieux que les loups européens. Un autre récit du début des années 1800 dans le comté d'Edwards mentionne des loups hurlant la nuit, bien qu'il s'agisse probablement de coyotes. Cette espèce a été rencontrée à plusieurs reprises lors de l'expédition Lewis et Clark (1804-1806), bien qu'elle soit déjà bien connue des commerçants européens du Haut-Missouri. Lewis, qui écrivait le 5 mai 1805 dans le Nord-Est du Montana, décrivait le coyote en ces termes,, : 

« Le petit loup ou chien fouisseur des prairies sont presque invariablement les habitants des plaines ouvertes ; ils s'associent habituellement en bandes de dix ou douze ou parfois plus et creusent près d'un passage ou d'un endroit très fréquenté par le gibier ; ne pouvant pas prendre seul le cerf ou la chèvre, ils sont rarement trouvés seuls mais chassent en bandes ; ils observent et saisissent fréquemment leurs proies près de leur terrier ; dans ces terriers, ils élèvent leurs petits et y recourent également lorsqu'ils sont poursuivis ; lorsqu'une personne s'approche d'eux, ils aboient fréquemment, leur note étant précisément celle du petit chien. Ils sont d'une taille intermédiaire entre celle du renard et celle du chien, pattes très actives et formées délicatement […] ; les oreilles grandes, dressées et pointues, la tête longue et pointue plus comme celle du renard ; la queue longue ; […] le poil et la fourrure ressemblent aussi au renard même s'ils sont bien plus grossiers et de qualité inférieure. Ils sont d'une couleur brun rougeâtre pâle. L'œil d'un vert marine profond de petite taille et perçant. Leurs griffes sont plus longues que celles du loup ordinaire ou de ceux communs aux États atlantiques, dont aucun ne se trouve dans cette région, ni je crois au-dessus de la rivière Plat. »

— Meriwether Lewis, Journaux de l'expédition Lewis et Clark

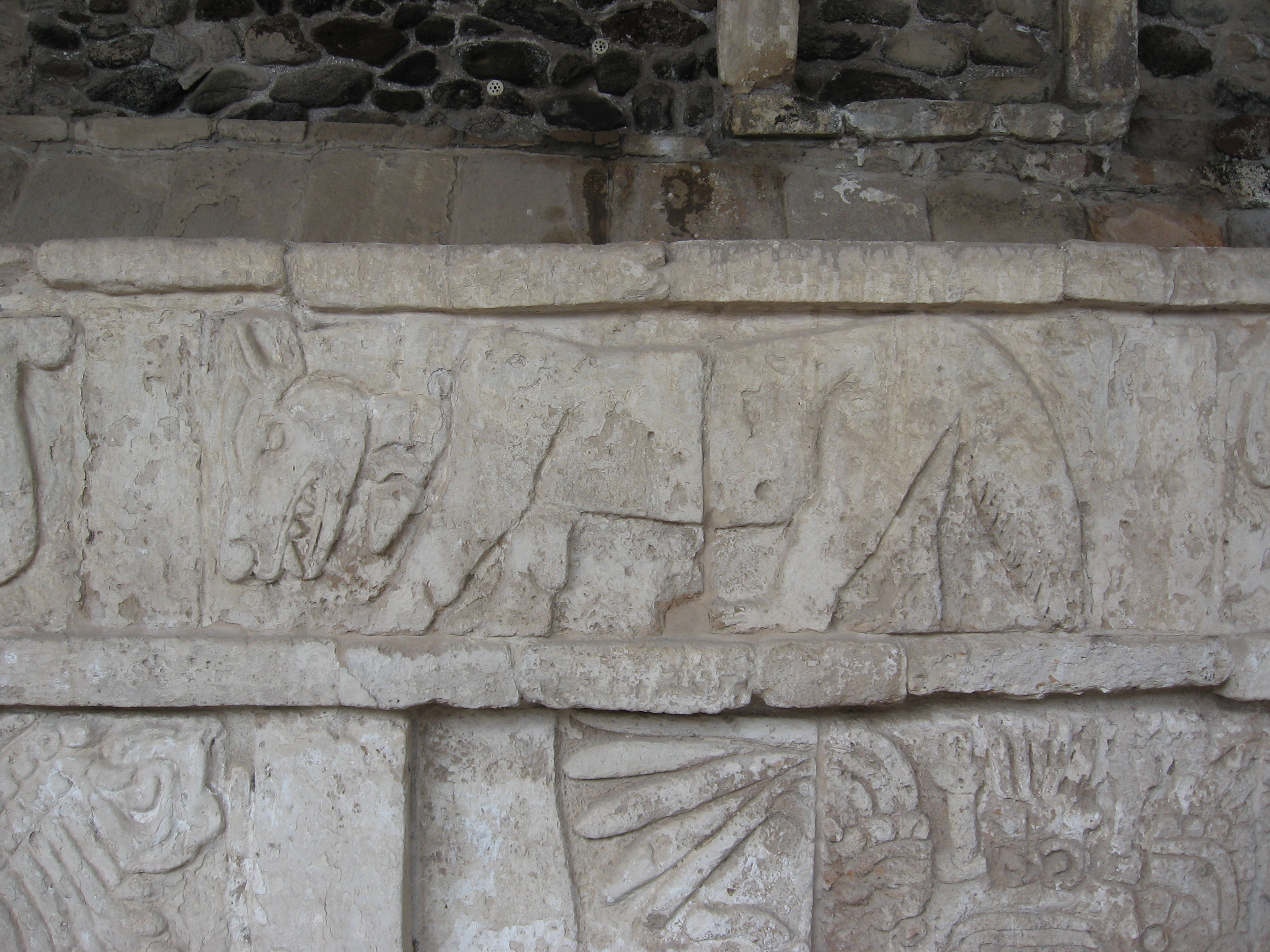
Pictogramme toltèque du coyote.

Le coyote a été décrit scientifiquement pour la première fois en septembre 1819 par le naturaliste Thomas Say sur le site de Council Bluffs de Lewis et Clark, à quinze milles en amont de la rivière Missouri depuis sa confluence avec la Platte, durant une expédition parrainée par le gouvernement avec le major Stephen Long. Il avait en main la première édition des journaux de Lewis et Clark, qui contenait la version éditée par Biddle des observations de Lewis en date du 5 mai 1805. Son compte-rendu a été publié en 1823. Say a été la première personne à documenter la différence entre un « loup des prairies » (coyote) et, à la page suivante de son journal, un loup qu'il a appelé Canis nubilus (Loup des plaines),. Say a décrit le coyote ainsi, :

« Canis latrans. Cendreux ou gris, varié avec du noir au-dessus, et fauve terne, ou cannelle ; poil à la base plombé crépusculaire, au milieu de sa longueur cannelle terne et à l'extrémité gris ou noir, plus long sur la ligne vertébrale ; oreilles dressées, arrondies à la pointe, cannelle à l'arrière, les poils sombres plombés à la base, à l'intérieur garni de poils gris ; paupières bordées de noir, cils supérieurs noirs en dessous et à l'extrémité supérieure ; paupière supplémentaire marginée de brun-noir à l'avant et bordée de brun-noir à l'arrière ; iris jaune; pupille noir-bleu ; tache sur le sac lacrymal noire-brune ; rostrum cannelle, teintée de grisâtre au nez ; lèvres blanches, bordées de noir, trois séries de seta noir ; tête entre les oreilles entremêlées de gris et de cannelle terne, poils plombeux brun foncé à la base ; côtés plus pâles que le dos, obsolètement fasciés avec du noir au-dessus des jambes ; jambes cannelles sur la face externe, plus marquée sur le poil postérieur : une ligne noire abrégée et dilatée sur les poignets antérieurs ; queue touffue, fusiforme, droite, variée avec du gris et de la cannelle, une tache près de la base supérieure, et l'extrémité noire ; l'extrémité du tronc de la queue, atteint l'extrémité de l'os calcis, lorsque la jambe est tendue ; dessous blanc, immaculé, queue cannelle vers l'extrémité, pointe noire ; pattes postérieures quatre orteils, antérieures cinq orteils. »

### Évolution

#### Traces fossiles

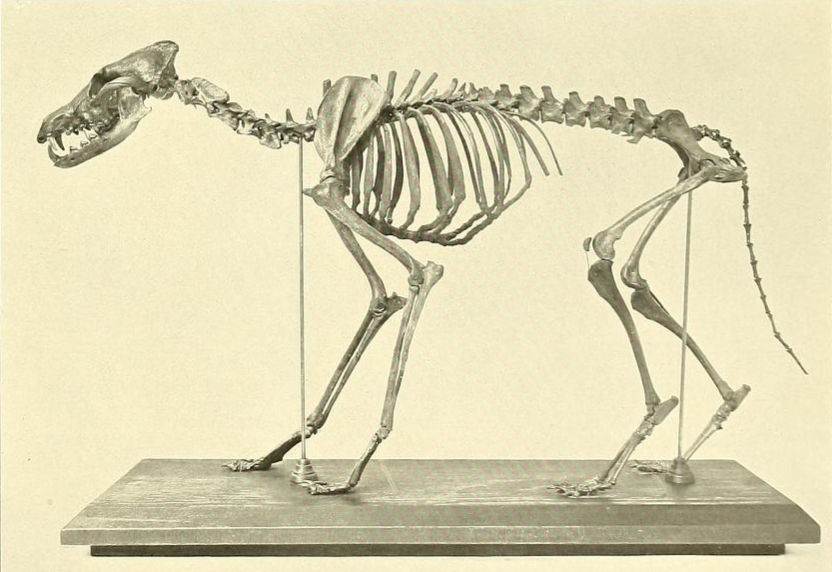
Squelette du coyote du Pléistocène (C. l. orcutti).

Xiaoming Wang et Richard H. Tedford, spécialistes de l'évolution des carnivores, ont proposé que le genre Canis était le descendant d'Eucyon davisi. Les restes de ce mammifère qui ressemblait à un coyote sont apparus pour la première fois dans des dépôts datant du Miocène, il y a 6 millions d'années (Ma), dans le Sud-Ouest des États-Unis et au Mexique. Vers le Pliocène (5 Ma), Canis lepophagus, plus grand, est apparu dans la même région, tandis que C. latrans (le coyote) existait à partir du Pléistocène inférieur (1 Ma). Les deux scientifiques ont proposé que la progression d'Eucyon davisi à C. lepophagus jusqu'au coyote soit une évolution linéaire. Les analyses de morphologie crânienne des canidés actuels et fossiles indiquent que le coyote C. latrans et le chacal doré C. aureus seraient apparentés à l'espèce fossile C. edwardii, qui vivait entre le Blancan moyen (en) (Pliocène supérieur) jusqu'à la fin de l'Irvingtonien (Pléistocène supérieur). En Amérique du Nord, des restes de canidés indistinguables de C. latrans étaient contemporains de C. edwardii. Johnston décrit C. lepophagus comme ayant un crâne et un squelette plus élancés que le coyote moderne. Ronald Nowak a découvert que les premières populations avaient de petits crânes délicats et étroits qui ressemblent à de petits coyotes et semblent être ancestraux de C. latrans.
Le poids de C. lepophagus était semblable à celui des coyotes modernes, mais les os de ses membres étaient plus courts, ce qui indique un mode de vie moins coureur. Le coyote représente une forme plus primitive de Canis que le loup gris, comme le montrent sa taille relativement petite ainsi que son crâne et ses mâchoires relativement étroites, qui n'ont pas le pouvoir de préhension nécessaire pour tenir les grandes proies dans lesquelles les loups se spécialise. Cela est corroboré par la crête sagittale basse ou totalement aplatie du coyote, ce qui indique une morsure plus faible que celle du loup. Le coyote n'est pas un carnivore spécialisé comme le loup, comme le montrent les plus grandes surfaces de mastication des molaires, ce qui reflète la dépendance relative de l'espèce envers les matières végétales. À cet égard, le coyote ressemble davantage aux autres descendants du genre qu'au loup.
Les fossiles les plus anciens qui se situent dans l'aire de répartition du coyote moderne datent de 0,74-0,85 Ma (million d'années) dans la grotte d'Hamilton, en Virginie-Occidentale ; 0,73 Ma à Irvington, en Californie ; 0,35-0,48 Ma dans la grotte du Porc-épic, au Colorado et dans la grotte de Cumberland, en Pennsylvanie. Les coyotes modernes sont apparus 1 000 ans après l'extinction du Quaternaire. Par rapport à leurs congénères modernes de l'Holocène, les coyotes du Pléistocène (C. l. orcutti) étaient plus gros et plus robustes, probablement en réponse à des compétiteurs et des proies elles-mêmes plus grosses. Les coyotes du Pléistocène étaient probablement des carnivores plus spécialisés que leurs descendants, car leurs dents étaient plus adaptées au cisaillement de la viande et présentaient moins de surfaces de broyage convenant au traitement de la végétation. La diminution de leur taille s'est produite dans les 1 000 ans qui ont suivi l'extinction du Quaternaire, lorsque leurs grandes proies ont disparu. De plus, les coyotes du Pléistocène n'ont pas été en mesure d'exploiter la niche écologique de chasse au gros gibier laissée vacante après l'extinction du loup sinistre (C. dirus), car elle a été rapidement occupée par le loup gris, qui a probablement tué activement les grands coyotes, la sélection naturelle favorisant la morphologie gracile moderne.

#### Données génétiques
En 1993, une étude a suggéré que les loups d'Amérique du Nord présentent des traits crâniens plus semblables au coyote qu'à ceux des loups d'Eurasie. En 2010, une étude a révélé que le coyote est un membre basal du clade qui comprend le loup tibétain, le chien, le loup mongol et le loup eurasien, le loup tibétain divergeant très tôt des loups et des chiens domestiques.
En 2016, une étude de von Holdt et al. sur de l'ADN de génome entier a proposé, en se fondant sur ces hypothèses, que tous les loups et coyotes nord-américains divergent d'un ancêtre commun il y a moins de 6 000 à 117 000 ans. L'étude a également indiqué que tous les loups d'Amérique du Nord ont une quantité considérable d'ascendance avec le coyote et tous les coyotes d'ascendance avec le loup, et que le loup rouge et de l'Est sont fortement mélangés avec différentes proportions d'ascendance de loup gris et de coyote, proposant même que ces loups soient le produit de l'hybridation entre loups et coyotes. La divergence génétique entre loup et coyote indique une divergence de 51 000 ans, ce qui correspond à d'autres études indiquant que le loup actuel est apparu vers cette époque. Le loup rouge et le coyote auraient quant à eux divergé l'un de l'autre entre 55 000 et 117 000 ans avant le présent, et 32 000 ans avant le présent pour le loup de la région des Grands Lacs. D'autres essais et modélisations ont montré diverses plages de divergence et la conclusion a été une fourchette de moins de 6 000 et 117 000 ans avant aujourd'hui. L'étude a révélé que l'ascendance des coyotes était la plus élevée chez les loups rouges du Sud-Est des États-Unis et la plus faible chez les loups de la région des Grands Lacs. Selon la théorie proposée, ce schéma correspondait à la disparition du loup du Sud au Nord en raison de la colonisation européenne et de la perte d'habitat qui en résultait. Les primes ont d'abord mené à l'extirpation du loup dans le Sud-Est, et à mesure que cette population diminuait, le mélange loup-coyote augmentait. Plus tard, ce processus s'est produit dans la région des Grands Lacs avec l'afflux de coyotes remplaçant d'abord les loups, suivi de l'expansion des coyotes et de leurs hybrides dans toute la région,. Le moment proposé pour la divergence entre le loup et le coyote est incompatible avec la découverte d'un spécimen de type coyote dans des strates datant de 1 Ma. Certaines conclusions de von Holdt et al. sont contestées : si l'hybridation chez les canidés américains ne fait aucun doute, les données génétiques présentées ne permettraient cependant pas d'affirmer que le loup de l'Est et le loup rouge soient le fruit d'une hybridation entre le loup gris et le coyote, et ces espèces possèdent en outre de grosses proportions d'allèles propres qui montrent que ce sont des lignées évolutivement très distinctes et anciennes.

### Sous-espèces
En 2005, 19 sous-espèces sont reconnues par l'encyclopédie Mammal Species of the World,. La variation géographique chez les coyotes n'est pas importante, bien que dans l'ensemble, les sous-espèces orientales (C. l. thamnos et C. l. frustor) sont de grands animaux foncés, avec un pâlissement graduel de la couleur et une diminution de la taille vers l'ouest et vers le nord (C. l. texensis, C. l. latrans, C. l. lestes, et C. l. incolatus), un éclaircissement des tons ocres (orange profond ou brun) vers la côte pacifique (C. l. ochropus, C. l. umpquensis), une diminution de la taille dans le Sud-Ouest des États-Unis (C. l. microdon, C. l. mearnsi) et une tendance générale vers des couleurs rougeâtres foncées et des museaux courts chez les populations mexicaines et centraméricaines.

### Hybridation

#### Coydogs

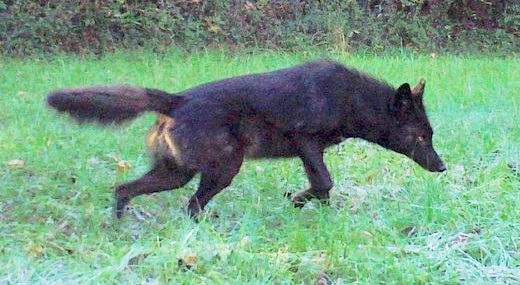
Coyote mélaniste dont la couleur vient d'une mutation originaire des chiens domestiques.

Des coyotes se sont parfois accouplés avec des chiens, produisant parfois des hybrides familièrement appelés « coydogs (en) ». Cela est rare à l'état sauvage, car les cycles d'accouplement des chiens et des coyotes ne coïncident pas, et les coyotes sont habituellement antagonistes envers les chiens. L'hybridation ne se produit habituellement que lorsque les coyotes s'étendent dans des régions avec peu de conspécifiques et que les chiens sont la seule alternative. Même à ce moment-là, les taux de survie des petits sont inférieurs à la normale, car les chiens ne forment pas de liens de couple avec les coyotes, ce qui rend l'élevage des petits plus difficile.

En captivité, les hybrides première génération (F1) ont tendance à être plus espiègles et moins maniables comme petits que les chiens, et sont moins dignes de confiance à maturité que les hybrides chien-loups. Les hybrides F1 ont tendance à être de forme intermédiaire entre les chiens et les coyotes, tandis que les hybrides de deuxième génération (F2) sont plus variés. Les hybrides F1 et F2 ressemblent à leurs parents coyotes en termes de timidité et d'agressivité intrasexuelle,. Les hybrides sont fertiles et peuvent être élevés avec succès sur quatre générations. Les coyotes mélanistes doivent leur fourrure noire à une mutation survenue chez les chiens domestiques. Une population de coyotes blancs non-albinos de Terre-Neuve doit sa coloration à une mutation de mC1R héritée des Golden Retrievers. En français, le mot-valise « coydog », l'hybride d'un chien et d'un coyote, peut se traduire par « coyochien ».

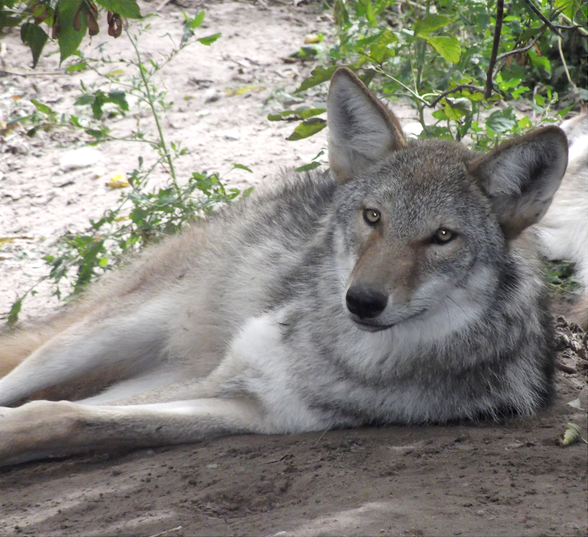
Coyloup conçu en captivité entre un coyote femelle et un loup gris mâle.

#### Coyote de l'Est
Les coyotes se sont plus ou moins hybridés avec les loups, particulièrement dans l'Est des États-Unis et au Canada. Le « coyote de l'Est » du Nord-Est de l'Amérique du Nord est probablement apparu après l'extermination des loups gris et de l'Est dans la région, ce qui a permis aux coyotes de coloniser les anciennes aires de répartition des loups et de se mélanger avec les populations restantes de ce dernier. Cet hybride est plus petit que le loup gris ou le loup de l'Est et possède de plus petits territoires, mais il est malgré tout plus grand et possède des aires d'habitat plus étendues que le coyote de l'Ouest. En 2010, la composition génétique du coyote de l'Est est assez uniforme, avec une influence minime des loups de l'Est ou des coyotes de l'Ouest.
Les coyotes de l'Est adultes sont plus gros que les coyotes de l'Ouest, et les femelles de l'Est pèsent 21 % de plus que les mâles de l'Ouest,. Les différences physiques deviennent plus apparentes à l'âge de 35 jours, les petits du coyote de l'Est ayant des pattes plus longues que ceux de l'Ouest. Il y a également des différences dans le développement dentaire, l'éruption dentaire étant plus tardive et dans un ordre différent chez le coyote de l'Est. Mis à part sa taille, le coyote de l'Est ressemble physiquement au coyote de l'Ouest. Les quatre phases de couleur vont du brun foncé au blond ou blond rougeâtre, bien que la phase la plus commune soit le brun-gris, avec des pattes, des oreilles et des flancs rougeâtres. Il n'existe aucune différence significative entre les coyotes de l'Est et ceux de l'Ouest concernant les agressions et les combats, bien que les coyotes de l'Est tendent à moins se battre et sont plus enjoués. Contrairement aux petits de coyotes de l'Ouest, où le combat précède le comportement de jeu, le combat entre les petits de coyotes de l'Est a lieu après le début du jeu. Les coyotes de l'Est ont tendance à atteindre la maturité sexuelle à l'âge de deux ans, soit beaucoup plus tard que chez les coyotes de l'Ouest.

#### Loups
Les loups de l'Est et les loups rouges sont aussi des produits d'hybridation loup-coyote. Le loup de l'Est était probablement le résultat d'un mélange loup-coyote, combiné à un important rétrocroisement avec des populations de loups gris parentes. Le loup rouge pourrait avoir pris naissance pendant une période de déclin des populations de loups dans le Sud-Est des États-Unis, ce qui a forcé l'hybridation d'un loup-coyote et le rétrocroisement avec les populations locales de coyotes parents, au point qu'environ 75 à 80 % du génome du loup rouge moderne est dérivé du coyote,.

## Relations avec les humains

### Dans le folklore et la mythologie

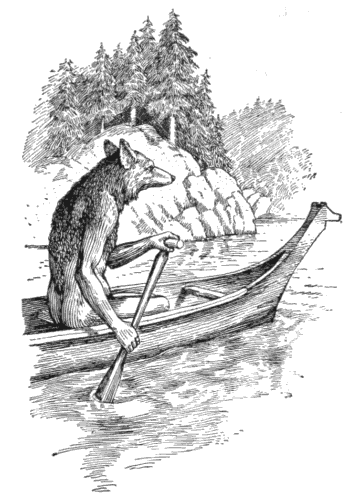
Coyote anthropomorphisé remontant une rivière en canoë dans Indian Days of the Long Ago, 1915.

Le coyote occupe une place de choix en tant que fripon dans les contes folkloriques des peuples autochtones d'Amérique, prenant tantôt la forme d'un vrai coyote, tantôt d'un homme. Comme pour d'autres figures farceuses, le coyote agit comme un héros picaresque qui se rebelle contre les conventions sociales grâce à la tromperie et à l'humour. Le coyote a probablement reçu ce rôle de fripon à cause de l'intelligence et de l'adaptabilité de l'animal ; les peuples américains précolombiens observaient son comportement, et leurs représentations folkloriques reflétaient ses attributs. Après la colonisation européenne des Amériques, il a été blâmé dans la culture anglo-américaine comme un animal lâche et indigne de confiance. Contrairement aux loups (gris, de l'Est ou rouges), qui ont vu leur image publique s'améliorer, les mentalités vis-à-vis du coyote restent très négatives.
Le coyote joue un rôle dans diverses mythologies et mythes de la création du folklore amérindien. On lui attribue entre autres le mérite d'avoir apporté le feu à l'humanité, relâché le bison dans le monde, et d'avoir tué des monstres en les pétrifiant. Le mythe de la création des Maidus veut que le coyote ait introduit le travail, la souffrance et la mort dans le monde. Dans le folklore zuñi, le coyote a fait entrer l'hiver dans le monde en volant la lumière des kachinas. Certaines tribus, comme les Chinook, les Maidu, les Païutes, les Pawnees, les Tohono O'odham et les Utes dépeignent le coyote comme le compagnon du créateur. Dans le mythe de la création païute, le coyote a été créé par le loup comme compagnon, et les deux ont créé la Terre en empilant le sol sur le monde recouvert d'eau. Un mythe sur le déluge des Tohono O'odham raconte que le coyote aide Moctezuma à survivre à un déluge mondial qui détruit l'humanité. Après que le Wakan Tanka a créé l'humanité, le coyote et le Moctezuma enseignent aux gens comment vivre. Le mythe de la création des Crows dépeint le Vieil Homme Coyote comme le créateur. Dans la mythologie navajo, le coyote était présent dans le Premier Monde avec le Premier Homme et la Première Femme, bien qu'une version différente ait été créée dans le Quatrième Monde. Le coyote navajo apporte la mort dans le monde, expliquant que sans la mort, trop de gens existeraient, donc qu'il n'y aurait plus de place pour planter du maïs.

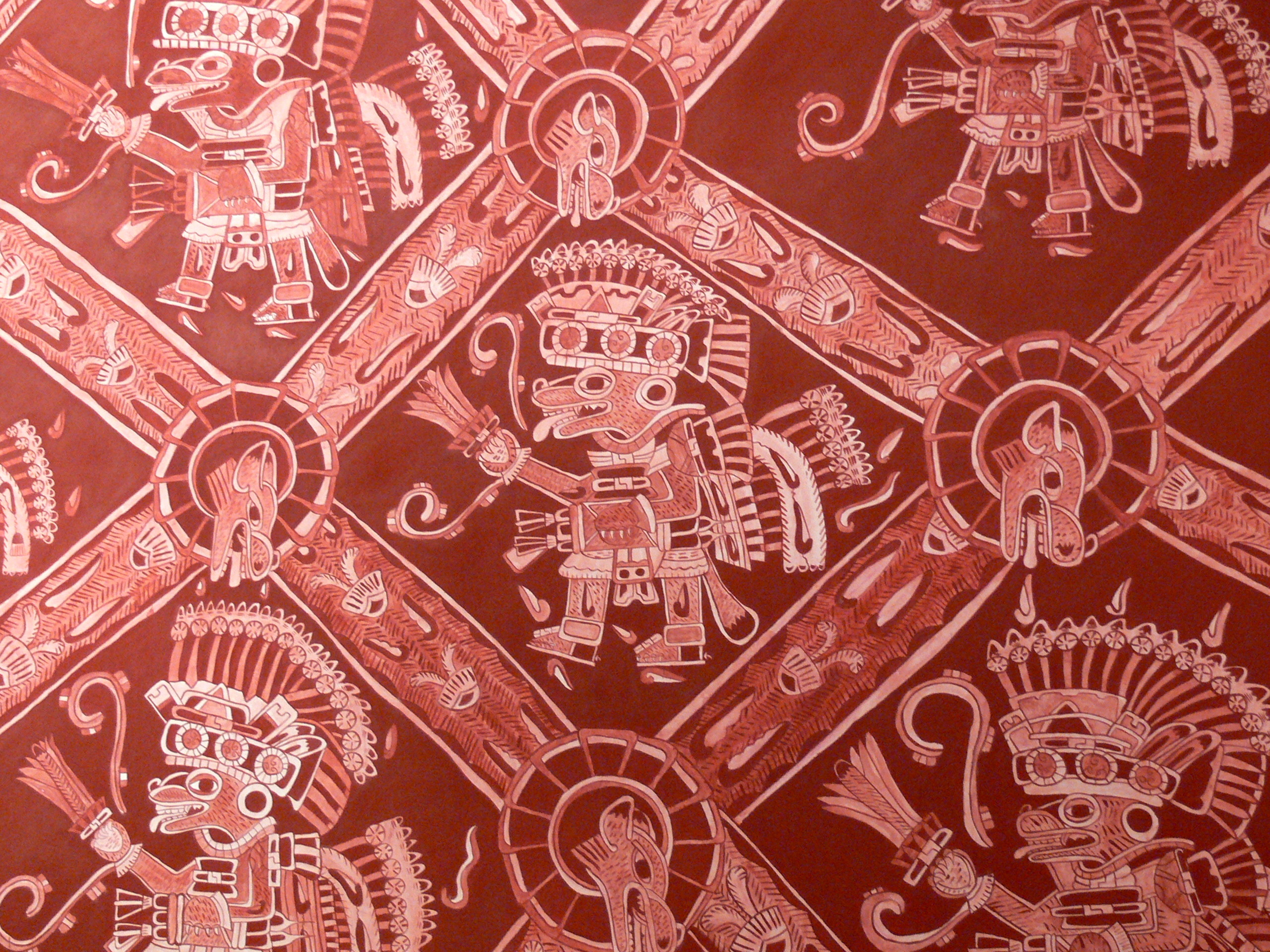
Peinture murale d'Atetelco à Teotihuacan représentant des guerriers coyotes.

Avant la conquête espagnole de l'Empire aztèque, le coyote jouait un rôle important dans la cosmologie mésoaméricaine. Le coyote symbolisait la puissance militaire à l'Époque classique de Teotihuacan, avec des guerriers déguisés en coyote pour invoquer son pouvoir prédateur. L'espèce a continué d'être liée aux cultes guerriers du centre Mexique au cours des siècles qui ont précédé la domination aztèque post-classique. Dans la mythologie aztèque, Huehuecóyotl (« vieux coyote »), le dieu de la danse, de la musique et de la sexualité est représenté dans plusieurs codex comme un homme avec une tête de coyote. Il est parfois dépeint comme un amateur de femmes, responsable d'avoir fait entrer la guerre dans le monde en séduisant Xochiquetzal, la déesse de l'amour. L'épigraphe David H. Kelley soutenait que le dieu Quetzalcóatl a pour origines les représentations mythologiques du coyote pré-aztèque d'Uto-Aztec, qui est présenté comme le « Frère aîné » de l'humanité, un créateur, un séducteur, un escroc et un héros culturel lié à l'étoile du matin. 

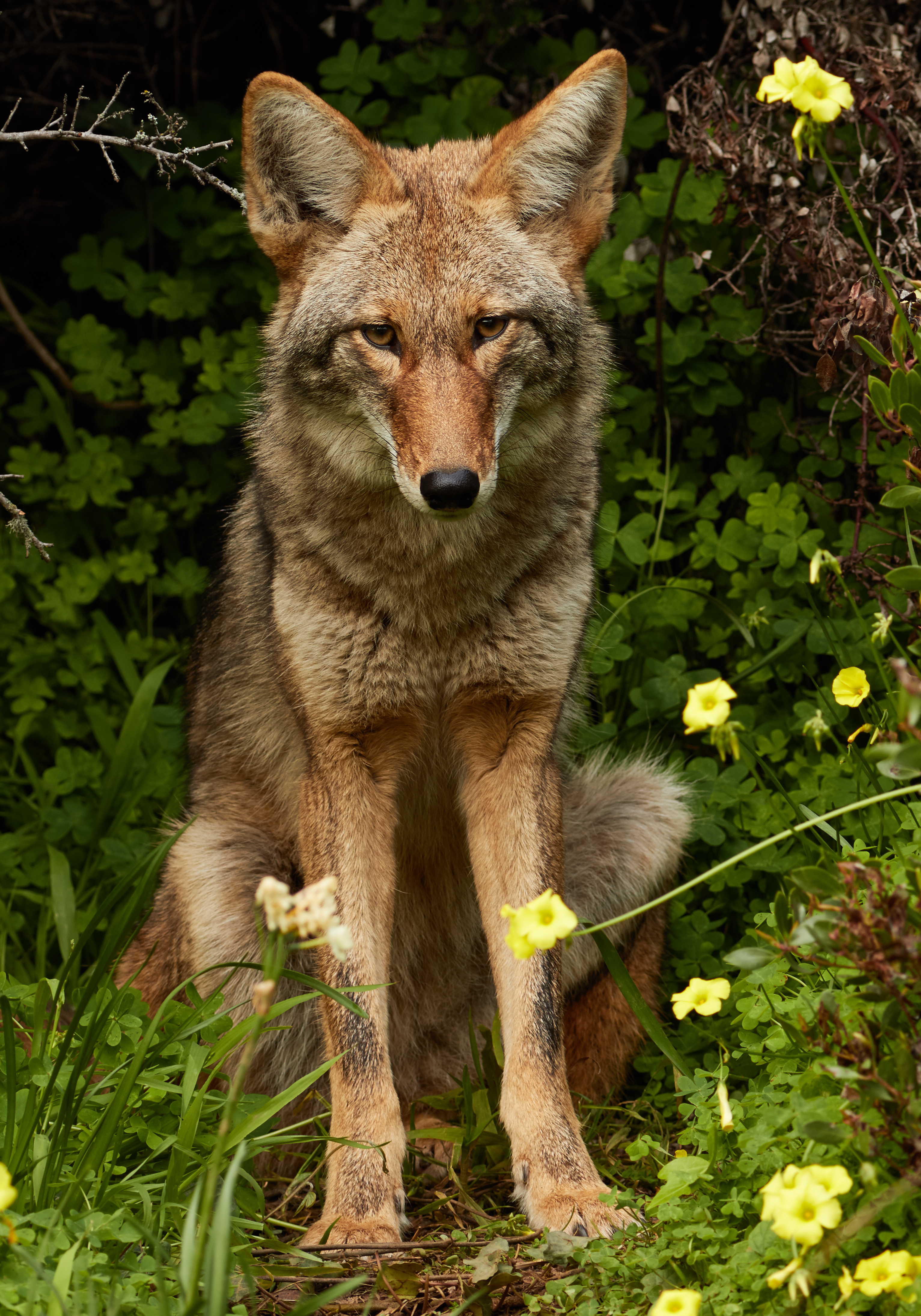
Coyote urbain à Bernal Heights, à San Francisco.

### Culture américaine
Modèle de « Vil Coyote », un personnage de dessin animé des Looney Tunes dans Bip Bip et Coyote, il essaye en vain de manger un Grand Géocoucou bleu nommé « Bip Bip ».

### Adaptations au milieu urbain
Selon une étude de scientifiques de l'université d'État de l'Ohio étalée sur 6 ans, les coyotes se sont bien adaptés à la vie dans des centres densément peuplés, tout en évitant tout contact humain. Ces scientifiques ont notamment découvert que les coyotes de ville vivent plus longtemps que leurs congénères de la campagne, et qu'ils aident les humains en tuant les animaux dits nuisibles et d'autres petits animaux — y compris des animaux de compagnie vivant dehors.

### Attaques contre des êtres humains

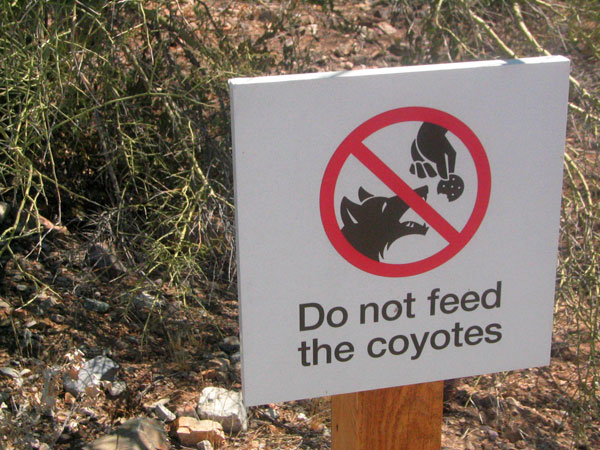
Une pancarte qui déconseille aux gens de nourrir les coyotes, car cela peut les amener à s'habituer à la présence humaine et ainsi augmenter le risque d'attaques.

Les attaques de coyotes sur les humains sont rares et causent rarement des blessures graves à cause de sa petite taille relative, mais elles sont de plus en plus fréquentes, surtout en Californie. Deux attaques mortelles ont été confirmées : l'une contre Kelly Keen (en), âgée de trois ans, à Glendale en 1981 et l'autre contre Taylor Mitchell, âgée de dix-neuf ans, dans la province canadienne de Nouvelle-Écosse, en 2009. Au cours des 30 années qui ont précédé mars 2006, au moins 160 attaques ont eu lieu aux États-Unis, principalement au niveau du comté de Los Angeles. Les données des Services de la faune du Département de l'Agriculture des États-Unis, du Département californien de la pêche et de la chasse ainsi que d'autres sources montrent que 41 attaques ont eu lieu entre 1988 et 1997, mais que 48 autres ont été vérifiées entre 1998 et 2003. La majorité de ces incidents se sont produits dans le sud de la Californie, près de l'interface entre zones périurbaines et terres sauvages. Une étude de l'Université d'État de l'Ohio, datant de 2009, a montré que les attaques dites de « prédation » étaient majoritairement dirigées vers des enfants (82 %). En près de 50 ans, quelque 159 hommes, femmes ou enfants ont été « agressés » par des coyotes en Amérique du Nord, soit une moyenne de 3 attaques par an.
Sans le harcèlement habituel des humains des espaces ruraux, les coyotes urbains perdent leur peur de l'être humain, ce qui est encore aggravé par le fait que les gens nourrissent intentionnellement ou involontairement des coyotes. Dans de telles situations, certains individus ont commencé à agir de façon agressive envers les humains en poursuivant les joggeurs et les cyclistes, en confrontant les gens qui promènent leurs chiens et en harcelant les jeunes enfants. Dans ces régions, des coyotes non-rabiques ciblent parfois les jeunes enfants, surtout ceux de moins de 10 ans, bien que certains adultes aient été mordus.
Bien que les reportages des médias sur de telles attaques disent en général que les animaux en question sont simplement des « coyotes », les recherches sur la génétique du coyote de l'Est montrent que ceux qui ont participé à des attaques dans le Nord-Est de l'Amérique du Nord, y compris en Pennsylvanie, dans l'état de New York, en Nouvelle-Angleterre et dans l'Est du Canada, étaient peut-être en fait des coyloups, des hybrides de Canis latrans et de C. lupus, mais pas des coyotes pur sang.

### Prédation du bétail et des animaux de compagnie

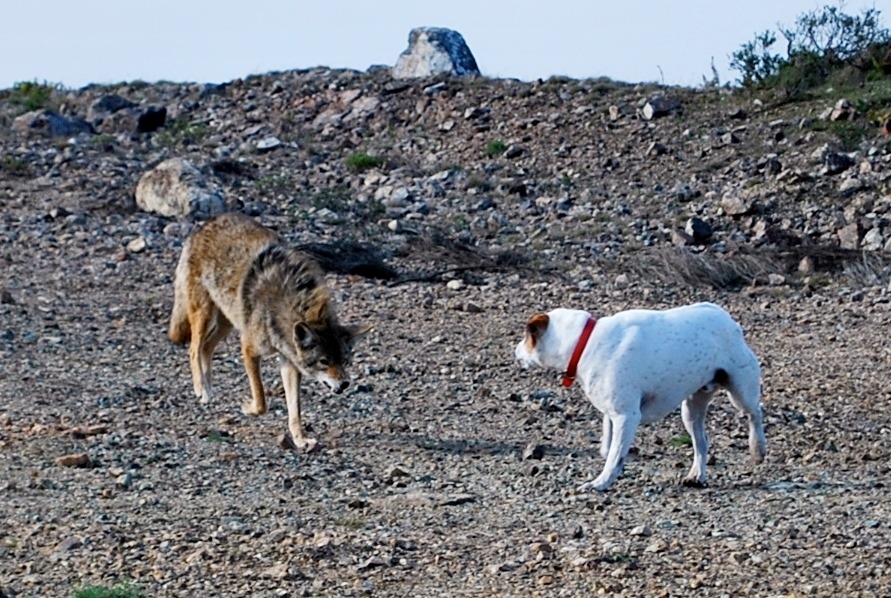
Coyote confrontant un chien.

Le coyote est actuellement le prédateur de bétail le plus abondant dans l'ouest de l'Amérique du Nord. Il cause la majorité des pertes de moutons, de chèvres et de bovins. Selon le Service national des statistiques agricoles, le coyote est responsable de 60,5 % des 224 000 décès de moutons attribués à la prédation en 2004. Le nombre total de décès d'ovins en 2004 représentait 2,22 % de la population totale de moutons et d'agneaux aux États-Unis, qui, selon le rapport de l'USDA du Service national des statistiques agricoles, s'élevait respectivement à 4,66 millions et 7,80 millions de têtes au 1er juillet 2005. Étant donné que les populations de coyotes sont en général beaucoup plus nombreuses et plus largement réparties que celles du loup, le premier cause plus de pertes globales par prédation que le second. Les agents du gouvernement américain abattent, empoisonnent, piègent et tuent environ 90 000 coyotes chaque année pour protéger le bétail. Un recensement de 2005 en Idaho a montré que les coyotes étaient 5 % plus susceptibles d'attaquer le bétail que les loups.
Le chien de berger est couramment utilisé pour repousser les prédateurs de façon agressive, ce qui a bien fonctionné dans les pâturages clôturés et les champs de tir. Une enquête menée en 1986 auprès de producteurs d'ovins aux États-Unis a montré que 82 % des personnes interrogées ont déclaré que l'utilisation de chiens représentait un atout économique.
Le « re-wilding » du bétail, qui consiste à accroître les tendances naturelles du bétail à se protéger, est une méthode de lutte contre la prédation du coyote dont a parlé Temple Grandin de l'Université d'État du Colorado. Cette méthode gagne en popularité auprès des éleveurs qui permettent à leurs troupeaux de vêler sur le parcours et dont les bovins paissent en pâturages ouverts tout au long de l'année.

En général, le coyote mord la gorge juste derrière la mâchoire et sous l'oreille lorsqu'ils attaquent des moutons ou des chèvres adultes, la mort étant généralement le résultat d'une suffocation. La perte de sang est habituellement une cause secondaire de décès. Les veaux et les moutons sont tués en attaquant les flancs ou les membres postérieurs, ce qui provoque un choc et une perte de sang. Lorsqu'il attaque des proies plus petites, comme les jeunes agneaux, il tue en mordant le crâne et la colonne vertébrale, causant des dommages massifs aux tissus et aux os. Les petites ou les jeunes proies peuvent être entièrement emportées, ne laissant que du sang comme preuve d'une mort. Les coyotes laissent habituellement la peau et la majeure partie du squelette des grands animaux relativement intacts, à moins que la nourriture ne soit rare, auquel cas ils ne laissent que les plus gros os. Des bouts éparpillés de laine, de peau et d'autres morceaux sont caractéristiques des coyotes qui se nourrissent abondamment de carcasses plus grosses.

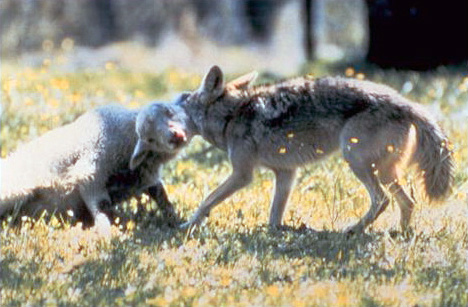
Coyote avec une prise de gorge typique sur un mouton domestique.

Les traces sont un élément important pour distinguer la prédation du coyote de celle du chien. Les empreintes de coyote ont tendance à être plus ovales et compactes que celles des chiens domestiques, et leurs marques de griffes sont moins proéminentes et les traces tendent à suivre une ligne plus droite que celles des chiens. À l'exception des lévriers, la plupart des chiens ayant le même poids que les coyotes ont une foulée légèrement plus courte. Les morts causées par le coyote peuvent être distinguées de celles causées par le loup grâce à des dommages moindres sur les tissus sous-jacents pour les premiers. De plus, les excréments du coyote ont tendance à être plus petits que ceux du loup,.
Les coyotes sont souvent attirés par la nourriture pour chien et les animaux qui sont suffisamment petits pour être considérés comme des proies. Des choses comme les ordures, la nourriture pour animaux de compagnie et, parfois, les stations de nourrissage des oiseaux et des écureuils attirent les coyotes dans les arrière-cours. En 2005 en Californie, environ trois à cinq animaux de compagnie attaqués par des coyotes sont amenés chaque semaine à l'Hôpital de soins d'urgence pour animaux du Comté d'Orange. Il s'agit en majorité des chiens, puisque les chats ne survivent habituellement pas aux attaques. L'analyse d'excréments recueillis près de la cité californienne de Claremont a révélé que le coyote local comptait beaucoup sur les animaux de compagnie comme source de nourriture en hiver et au printemps. Dans un endroit du sud de la Californie, les coyotes ont commencé à compter sur une colonie de chats harets comme source de nourriture. Au fil du temps, les coyotes tuèrent la plupart des chats, puis continuèrent à manger la nourriture pour chats placée quotidiennement sur le site de la colonie par les gens qui l'entretenaient. Le coyote attaque habituellement les chiens de plus petite taille, mais il est connu pour attaquer même les races puissantes et de grande taille comme le Rottweiler dans des cas exceptionnels. Les chiens plus gros que les coyotes, comme les lévriers, sont généralement capables de les chasser et sont connus pour avoir tué des coyotes. Les races plus petites sont plus susceptibles de subir des blessures ou de mourir.

### Utilisations

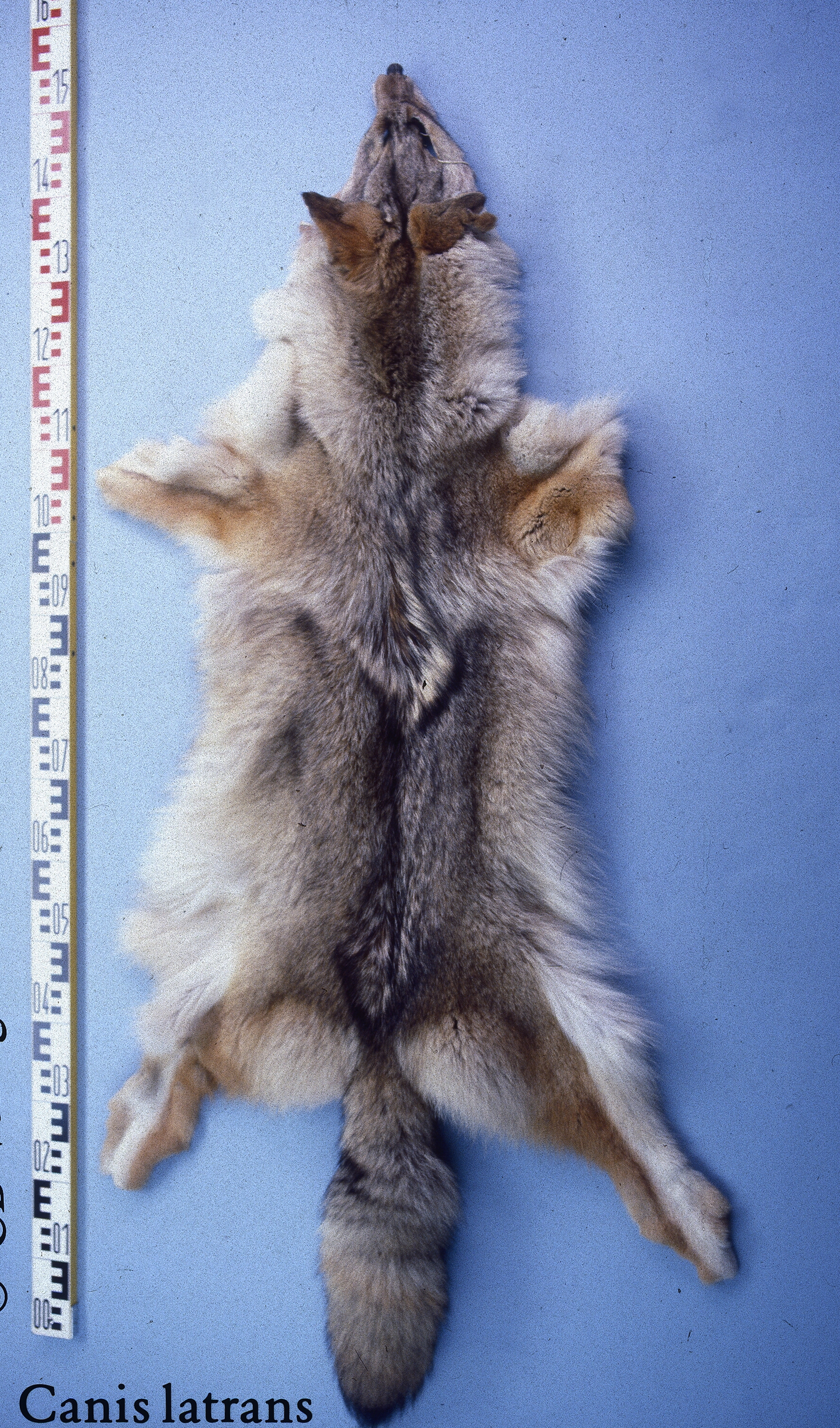
Fourrure d'un coyote canadien.

Avant le milieu du XIXe siècle, la fourrure de coyote était considérée comme sans valeur. La situation changea avec la diminution du nombre de castors et, vers 1860, la chasse aux coyotes pour leur fourrure devint une source importante de revenus (75 cents à 1,50 $ par peau) pour les wolfers des Grandes Plaines. Les peaux de coyote étaient d'une grande importance économique au début des années 1950, leur prix variant de 5 $ à 25 $ par peau, selon la localité. La fourrure du coyote n'est pas assez durable pour faire des tapis, mais peut être utilisée pour des manteaux et des vestes, des écharpes ou des manchons. La plupart des fourrures sont utilisées pour la confection de parures, comme des cols et des manches pour vêtements féminins. La fourrure de coyote est parfois teinte en noir pour imiter celle du renard argenté.
Les coyotes étaient parfois mangés par les trappeurs et les montagnards pendant l'expansion vers l'Ouest. L'animal était parfois présent comme aliment dans les fêtes des Indiens des Plaines, et les petits coyotes étaient mangés par les autochtones de San Gabriel. Le goût de la viande de coyote a été comparé à celui du loup, et celle-ci est plus tendre que le porc lorsqu'elle est bouillie. Le gras de coyote, lorsqu'il est récupéré à l'automne, a parfois été utilisé pour graisser le cuir ou consommé comme pâte à tartiner.

### Apprivoisement et domestication
Le coyote a probablement été semi-domestiqué par diverses cultures précolombiennes. Certains écrivains du XIXe siècle ont écrit que les coyotes étaient gardés dans des villages autochtones des Grandes Plaines. Le coyote est facilement apprivoisé en tant que petit, mais peut devenir destructeur à l'âge adulte. Les coyotes de sang pur et les coyotes hybrides peuvent être espiègles et se montrer confiants envers leurs maîtres, mais ils sont méfiants et timides envers les étrangers. Toutefois, le coyote est suffisamment docile pour être utilisé à des fins pratiques comme le rapport et des marquages d'arrêt ont été rapportés. Un coyote apprivoisé du nom de « Butch », pris au piège à l'été 1945, a eu une carrière de courte durée au cinéma, apparaissant dans Smoky et Femme de feu avant d'être abattu alors qu'il attaquait un poulailler.